# Sabadell
Sabadell és una ciutat de Catalunya, cocapital de la comarca del Vallès Occidental juntament amb Terrassa. És la cinquena de Catalunya, amb 217.968 habitants el 2023, i la novena dels Països Catalans. L'existència de nuclis de població en el terme de Sabadell es remunta com a mínim a fa 3.500 anys, com ho demostren troballes arqueològiques a les zones de Can Roqueta i Can Gambús.
La ciutat va ser pionera en la Revolució Industrial de Catalunya dins el sector tèxtil i, a mitjan segle xix, es convertí en la ciutat llanera més important de l'Estat espanyol, per la qual cosa va rebre el sobrenom de «la Manchester catalana». Encara avui es poden veure nombroses xemeneies i vapors, una part dels quals han estat reconvertits en equipaments, com ara biblioteques, centres educatius, pavellons esportius o seus de l'administració i també locals comercials o d'oficines. Aquesta herència tèxtil va deixar un marcat caràcter industrial a la ciutat, que encara és present avui en dia. Al llarg del segle xx, Sabadell s'anà diversificant vers el sector serveis.

## Història

### Etimologia
El nom de Sabadell és atestat per primera vegada en un manuscrit de l'any 1050, en referència a una via que unia la ciutat amb Sant Cugat del Vallès. S'han proposat diverses teories sobre l'origen del nom, que van des de topònims llatins com badallum (en referència al gual per travessar el riu Ripoll) fins a un nom provinent de l'església de Sant Salvador (Salvadorell convertit en Salvadell i després en Sabadell), passant per la teoria, actualment descartada, que el nom de la ciutat es deu a la ceba que adorna el seu escut.
Una altra hipòtesi fa referència a l'arribada d'un hostaler de Collsabadell, al Vallès Oriental. El seu hostal hauria donat origen, més endavant, al nucli habitat. Finalment, és possible que el topònim tingui el seu origen en el dia en què tenia lloc el mercat, el dissabte o sabbatum. Seria, en aquest cas, una etimologia paral·lela a la del Vendrell, amb mercat els divendres.
A Occitània hi ha dos municipis amb nom semblant: Sabadèl i Sabadèl de la Tronquièra (Carcí, Occitània).

### Escut i bandera
L'actual escut de Sabadell és un escut heràldic que fou aprovat pel Ple de l'Ajuntament de Sabadell el 29 de juny del 1992. És un escut caironat truncat amb una corona mural de ciutat. La ceba al·ludeix al nom de la ciutat i a l'origen humil de la seva població i les quatre barres catalanes recorden que la ciutat pertanyé a la Corona.
La bandera de Sabadell és la formada per dues franges horitzontals: blanca la de dalt i verda la de sota, la qual està travessada per una tercera franja de color groc. Fou dissenyada el 1928 per encàrrec a la Casa Jorba SA de Barcelona a partir d'una proposta del mateix Ajuntament. El cost de la confecció fou de 2.750 pessetes de l'època.

### Antiguitat
Restes arqueològiques trobades a la zona de Can Roqueta i Can Gambús indiquen que el nucli que actualment és Sabadell ja era un poblats de pagesos i pastors fa 3.800 anys. La presència humana a la comarca del Vallès Occidental es remunta a fa aproximadament set mil anys.
El nucli va créixer a partir del que avui en dia és conegut com a La Salut. Els seus habitants ibers l'anomenaven Arraona i es dedicaven a l'agricultura, la ramaderia, la caça i la pesca. En aquells temps, la regió es trobava en territori dels laietans. Les seves cases devien ser rectangulars i fetes de pedra. La seva ceràmica no estava gaire desenvolupada i tampoc no treballaven gaire el bronze i el ferro.
L'arribada dels romans l'any 218 aC encetà un procés de romanització en què la cultura ibèrica indígena anà assimilant els costums romans. Els primers poblats romans al Vallès Occidental daten del segle ii aC. En el cas de Sabadell, com en molts altres, els romans s'assentaren en un nucli ja existent; la població ibèrica de La Salut. El segle i, amb August com a emperador, fou un període ric en construccions de vil·les dedicades principalment a la producció de vi. La vil·la de la Salut ha estat tradicionalment associada a la Mansio Arragonem. Aquesta mansió era un lloc d'avituallament per als viatgers que recorrien la Via Augusta de Roma a Cadis. Destaca així mateix la Vil·la romana de Sant Pau de Riu-sec amb uns importants nivells arqueològics d'època republicana, imperial i tardoantiga.

### Edat mitjana
Durant l'edat mitjana, el nucli es desenvolupà al marge dret del riu Ripoll. Els primers edificis foren construïts al costat de la capella de Sant Salvador (actualment l'església de Sant Fèlix), documentada des de l'any 1076. També s'hi bastiren molins fariners.
Les primeres referències al mercat de Sabadell daten del 1111. Aquest mercat era un centre de reunió per a pagesos de tot el Vallès. Conegut pel nom de Forum Sabatelli i situat a l'actual Plaça Major, aquest mercat fou el cor de l'activitat comercial de Sabadell durant més de vuit segles. Al voltant d'aquest mercat, i de l'església, el nucli urbà es desenvolupà, amb l'aparició dels primers carrerons.
Roger Bernat de Foix vengué la ciutat el 1366 a Elionor de Sicília, esposa de Pere III. Amb l'estatus de vila reial, Sabadell aconseguí privilegis que en revitalitzaren la vida social i econòmica. El rei manà reforçar les muralles de Sabadell el 1374, per por que la dinastia de Mallorca enviés tropes a Catalunya. Posteriorment, el rei revengué Sabadell a la ciutat de Barcelona. Al segle xv, la ciutat tornà definitivament a la Corona, però això no impedí que perdés gairebé la meitat de la seva població, ja que es quedà en, aproximadament, cinc-cents habitants.

### Edat moderna

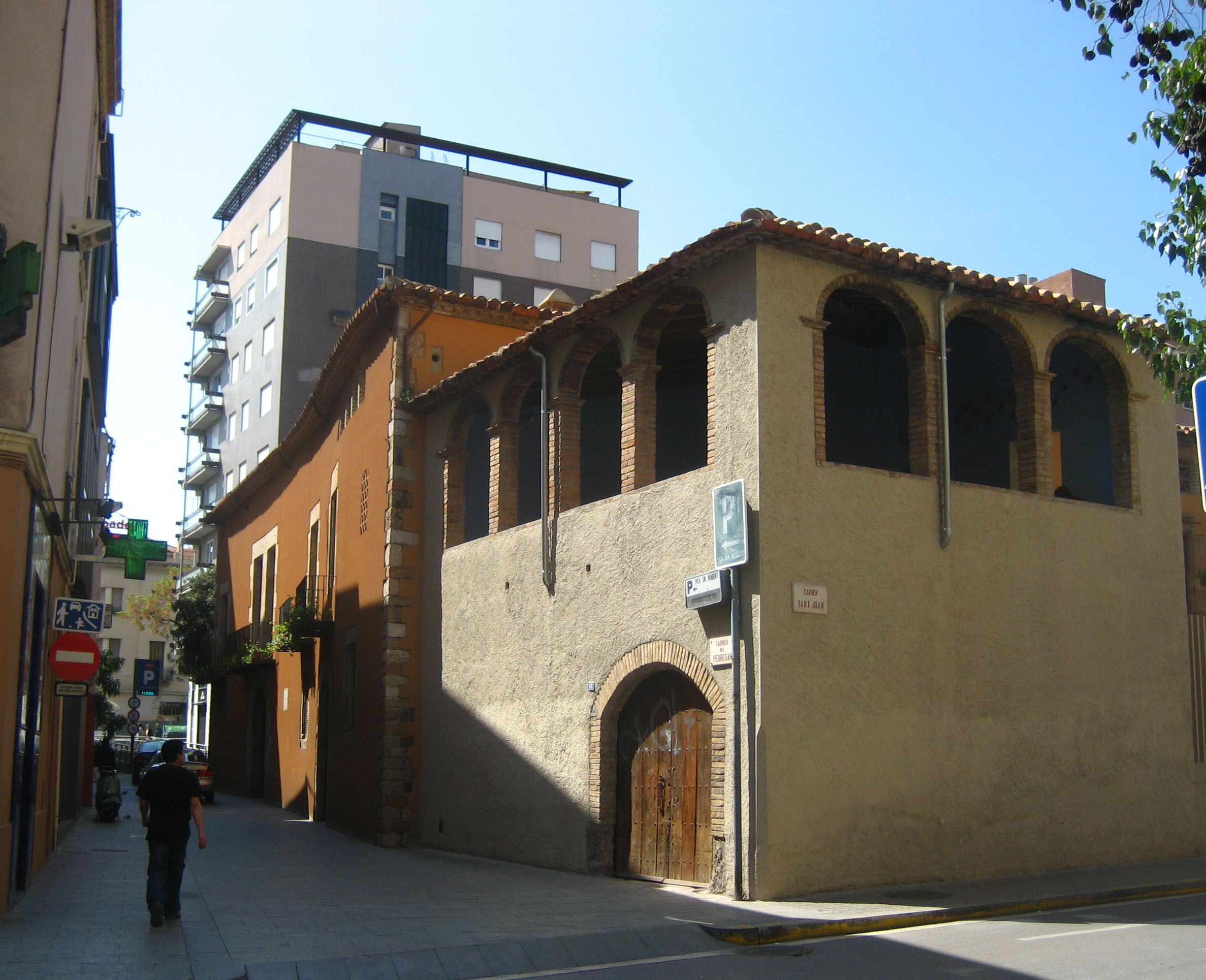
Casa Duran, construïda al.

L'edat moderna fou un període de gran expansió territorial per a Sabadell; entre el segle xvi i el segle xviii, la seva superfície passà de 37,9 ha a 78,2 ha. La ciutat també començà a influir de manera important sobre nuclis que més endavant –ja a principis del segle xx– hi quedarien incorporats, com Sant Julià d'Altura. Tot i que la indústria tèxtil llanera fou dominant, també hi hagué una diversificació de l'activitat industrial, amb el desenvolupament de la indústria terrissera i paperera.

### Edat contemporània
El segle xix fou un període d'expansió per la indústria tèxtil de la ciutat. La primera màquina de vapor fou instal·lada el 1838, i Sabadell aviat s'omplí de Vapors, convertint-se en el principal centre llaner d'Espanya. El terme municipal s'estengué fins a l'actual ronda de Zamenhof i el carrer de Vilarrúbias, i la població es multiplicà per onze al llarg del segle, gràcies en part a la immigració d'Alacant, Múrcia i València. Per abastir aquesta població creixent, es crearen societats per protegir el subministrament d'aigua, s'inaugurà la línia de tren a Barcelona, s'instal·là l'enllumenat públic als carrers cèntrics i s'instal·laren les primeres clavegueres. Eventualment, Sabadell obtingué el títol de ciutat el 1877. Durant el segle xix també nasqueren dues importants entitats financeres, la Caixa d'Estalvis de Sabadell (1859) i el Banc Sabadell (1881).

### Seglexxi actualitat

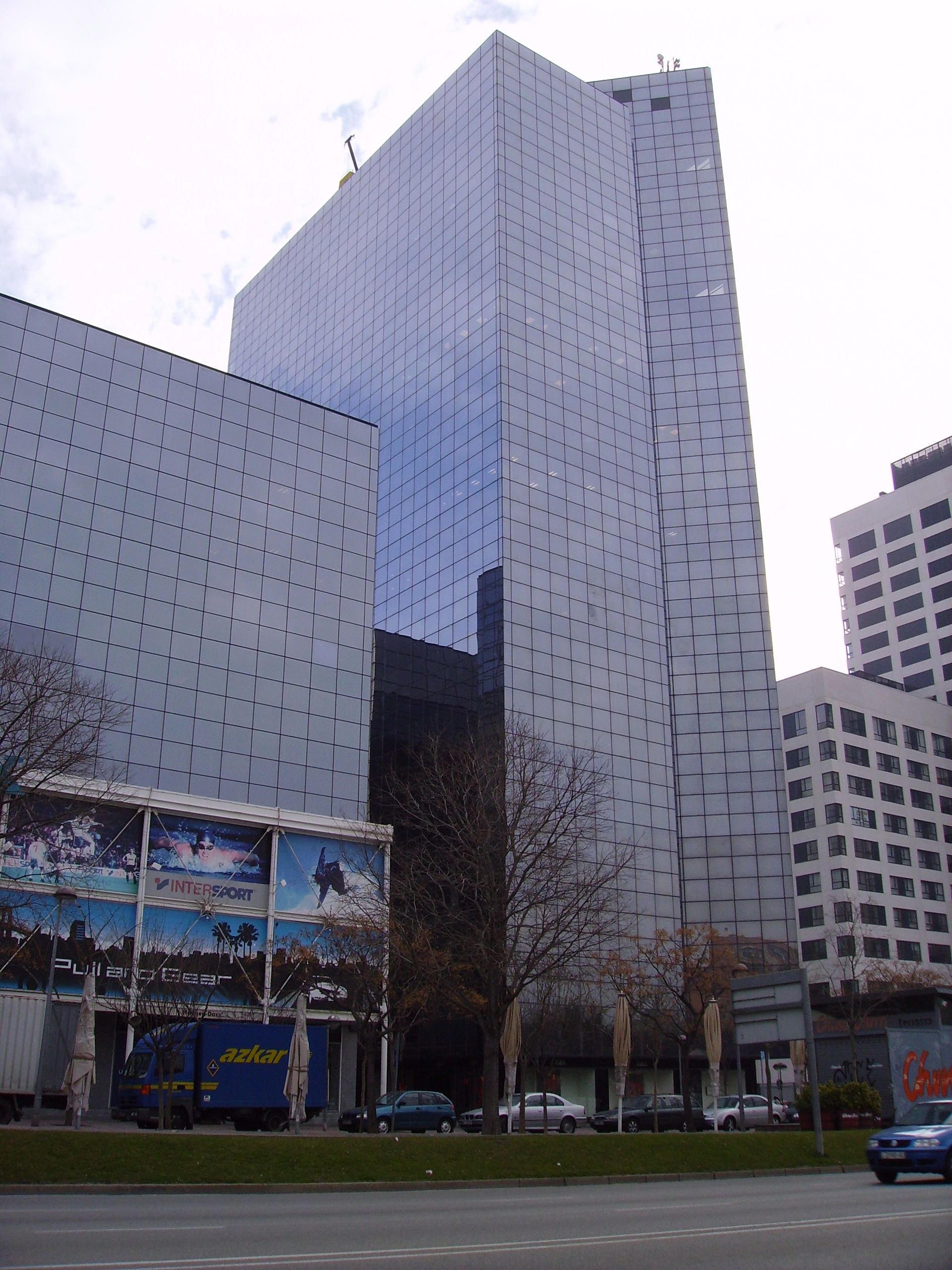
L'Eix Macià

Durant el segle xx, la població es multiplicà per deu. El 1904 va absorbir el nucli de Sant Vicenç de Jonqueres i Sant Julià d'Altura. La ciutat s'expandí amb la incorporació d'alguns nuclis de població com la Creu Alta, i es van construir edificis modernistes emblemàtics com ara l'Hotel Suís (1902) o la Torre de l'Aigua (1918). La indústria continua basant-se en els tèxtils, tot i que durant els anys 30 es produeix el procés de mecanització progressiva dels telers, i incrementa el pes de la metal·lúrgia. Cap a la segona meitat del segle començà a diversificar-se en el sector terciari. L'elevada immigració de les dècades del 1950, 1960 i principis del 1970 provocà l'aparició de nombrosos barris nous, on encara avui dia un percentatge important dels habitants són d'origen immigrant.
Sabadell fou una ciutat on molts grups d'individus s'implicaren en la causa democràtica en la transició. Als últims anys del franquisme, la ciutat conegué una important crisi econòmica que feu plantejar la necessitat d'un nou model de desenvolupament per a la ciutat. A final de segle, en canvi, l'objectiu fou posar ordre en el creixement descontrolat dels anys del franquisme, dotant tots els barris de les infraestructures necessàries. La incessant construcció de nous blocs de pisos contrastà amb la inauguració d'espais verds com el parc de Catalunya o el parc del Taulí (1992). La incorporació del nou barri de Can Llong i la creació d'un parc fluvial entorn del riu Ripoll són altres fets destacables.

## Política i govern

### Composició de la Corporació Municipal
El Ple de l'Ajuntament està format per 27 regidors. En les eleccions municipals de 26 de maig de 2019 en foren 10 del Partit dels Socialistes de Catalunya-Candidatura de Progrés (PSC-CP), 7 d'Esquerra Republicana de Catalunya-Acord Municipal (ERC-AM), 3 de Crida per Sabadell-Amunt (CpSBD-Amunt), 3 de Ciutadans - Partit de la Ciutadania (Cs), 3 de Junts per Sabadell (Junts) i 1 de Podem.
| Eleccions municipals de 28 de maig de 2023 - Sabadell |                                                                                |                                     |                                     |          |          |          |
| Candidatura | Candidatura                                                                    | Candidatura                         | Cap de llista                       | Vots     | Vots     | Regidors |
| | Partit dels Socialistes de Catalunya-Candidatura de Progrés                    |                                     | Marta Farrés i Falgueras            | 35.799   | 46,07%   | 14 (+4)  |
| | Esquerra Republicana de Catalunya-Esquerra Unida i Alternativa-Acord Municipal |                                     | Gabriel Fernàndez i Díaz            | 8.592    | 11,05%   | 3 (-4)   |
| | Crida per Sabadell-Amunt                                                       |                                     | Nani Valero Moreno                  | 8.018    | 10,31%   | 3 ()     |
| | Junts per Catalunya                                                            |                                     | Lluís Matas i Bertran               | 6.319    | 8,13%    | 2 (-1)   |
| | Sabadell En Comú Podem-Confluència                                             |                                     | Joan Mena i Arca                    | 5.636    | 7,25%    | 2 (+1)   |
| | Vox                                                                            |                                     | Nuria Alejandra Acacio Montesinos   | 5.087    | 6,52%    | 2 (+2)   |
| | Partit Popular                                                                 |                                     | Maria Consuelo «Cuca» Santos Neyra  | 4.557    | 5,86%    | 1 (+1)   |
| | Altres candidatures                                                            |                                     |                                     | 2.512    | 3,12%    | 0 ()     |
| | Vots en blanc                                                                  |                                     |                                     | 1.184    | 1,52%    |          |
| Total vots vàlids i regidors | Total vots vàlids i regidors                                                   | Total vots vàlids i regidors        | Total vots vàlids i regidors        | 77.704   | 100 %    | 27       |
| | Vots nuls                                                                      | Vots nuls                           | Vots nuls                           | 1.092    | 1,38%    |          |
| Participació (vots vàlids més nuls) | Participació (vots vàlids més nuls)                                            | Participació (vots vàlids més nuls) | Participació (vots vàlids més nuls) | 78.796   | 50,33%** |          |
| Abstenció | Abstenció                                                                      | Abstenció                           | Abstenció                           | 77.750*  | 49,66%** |          |
| Total cens electoral | Total cens electoral                                                           | Total cens electoral                | Total cens electoral                | 156.546* | 100 %**  |          |
| Alcaldessa: Marta Farrés i Falgueras (PSC) (15/06/2019) Per majoria absoluta dels vots dels regidors (14 vots: 14 de PSC)                                        |                                                                                |                                     |                                     |          |          |          |
| Fonts: Ministeri de l'Interior. Junta Electoral de la Zona de Sabadell. Periòdic Ara. (* No són vots sinó electors. ** Percentatge respecte del cens electoral.) |                                                                                |                                     |                                     |          |          |          |

### Alcaldesses i alcaldes

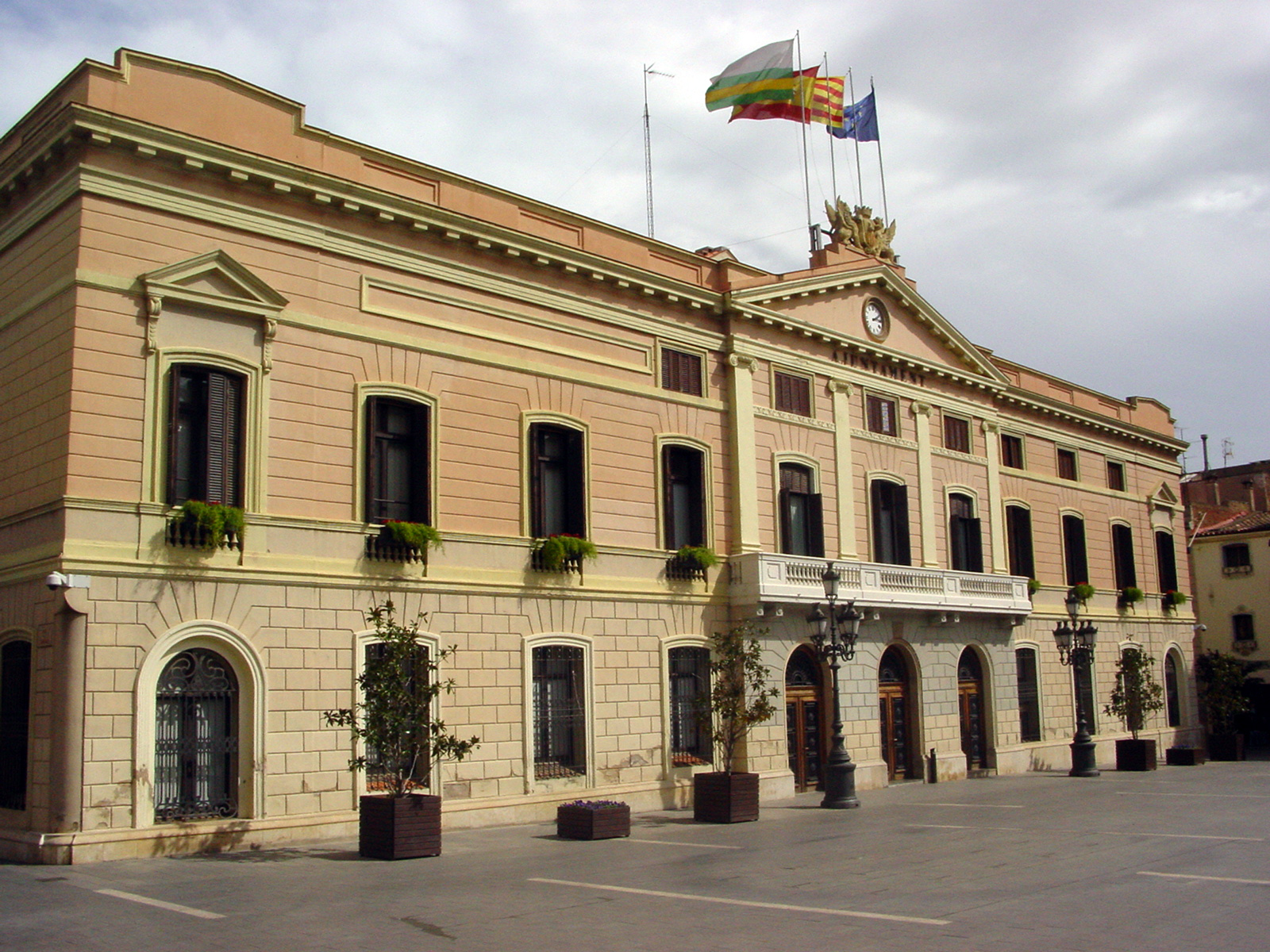
Ajuntament de Sabadell

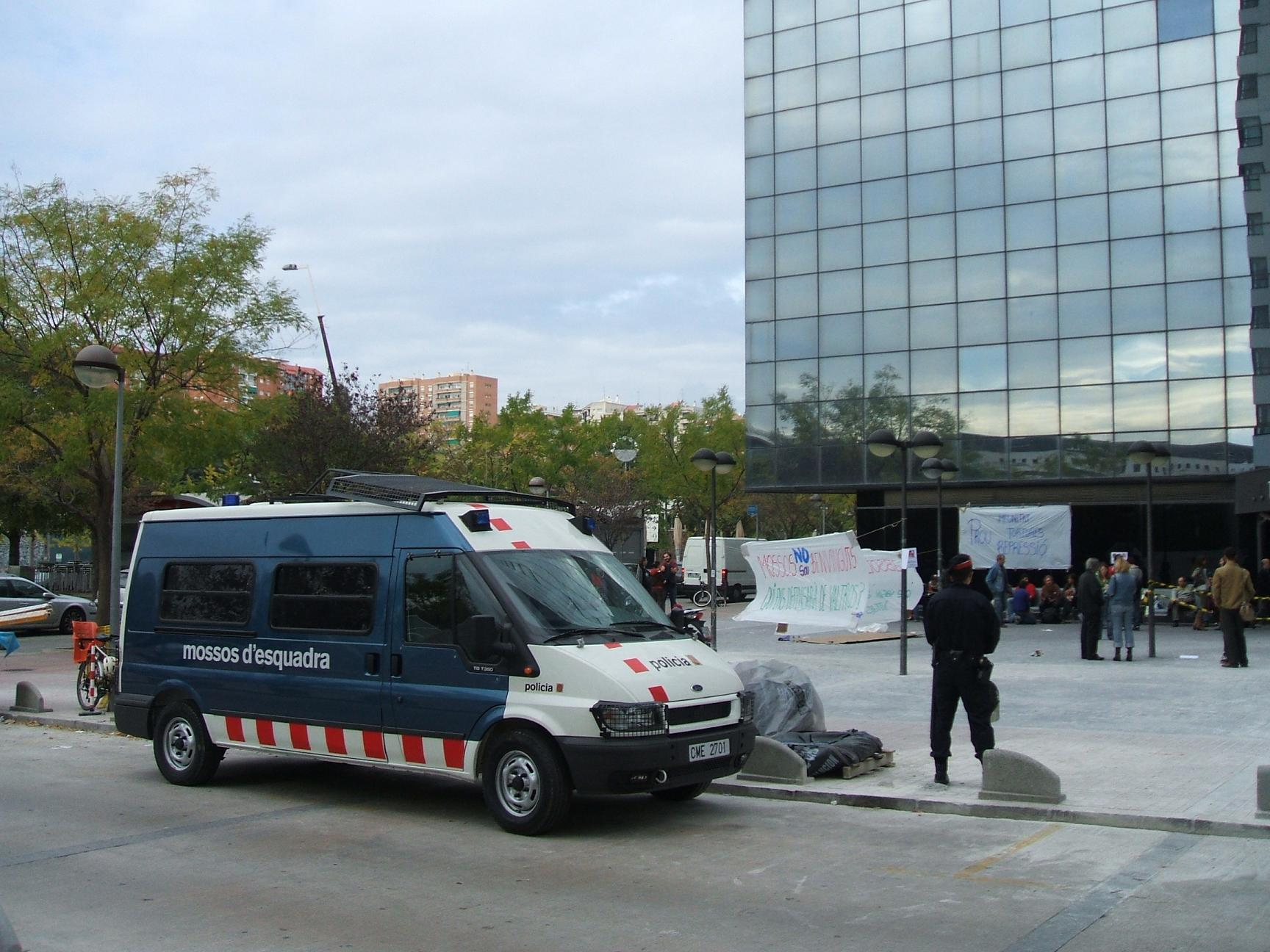
Protesta contra la tortura a Sabadell

Des de 2019, l'alcaldessa de Sabadell és Marta Farrés i Falgueras (PSC).
| Període                             | Alcalde o alcaldessa                                | Partit polític     | Data de possessió     | Observacions                |
| ----------------------------------- | --------------------------------------------------- | ------------------ | --------------------- | --------------------------- |
| 1979–1983                           | Antoni Farrés i Sabater                             | Logotip del PSUC   | 19/04/1979            | --                          |
| 1983–1987                           | Antoni Farrés i Sabater                             | Logotip del PSUC   | 23/05/1983            | --                          |
| 1987–1991                           | Antoni Farrés i Sabater                             | Logotip d'ICV      | 30/06/1987            | --                          |
| 1991–1995                           | Antoni Farrés i Sabater                             | Logotip d'ICV      | 15/06/1991            | --                          |
| 1995–1999                           | Antoni Farrés i Sabater                             | Logotip d'ICV      | 17/06/1995            | --                          |
| 1999–2003                           | Manuel Bustos Garrido                               | Logotip del PSC    | 03/07/1999            | --                          |
| 2003–2007                           | Manuel Bustos Garrido                               | Logotip del PSC    | 14/06/2003            | --                          |
| 2007–2011                           | Manuel Bustos Garrido                               | Logotip del PSC    | 16/06/2007            | --                          |
| 2011–2015                           | Manuel Bustos Garrido Joan Carles Sánchez Salinas   | Logotip del PSC    | 11/06/2011 05/03/2013 | renúncia alcalde accidental |
| 2015–2019                           | Julià Fernàndez i Olivares Maties Serracant i Camps | Crida per Sabadell | 13/06/2015 25/07/2017 | pacte de govern             |
| 2019-2023                           | Marta Farrés i Falgueras                            | Logotip del PSC    | 15/06/2019            | --                          |
| Des de 2023                         | Marta Farrés i Falgueras                            | Logotip del PSC    | 17/06/2023            | --                          |
| Fonts: Municat. Anuari de Sabadell. |                                                     |                    |                       |                             |

Des de les primeres eleccions democràtiques després del franquisme, Antoni Farrés i Sabater (PSUC i posteriorment Iniciativa) va ser l'alcalde de la ciutat. Després de 20 anys de govern, va deixar voluntàriament el càrrec. Les primeres eleccions sense ell les va guanyar per sorpresa el PSC, amb Manuel Bustos Garrido al capdavant, amb només 99 vots de diferència amb la segona candidatura, la d'Entesa per Sabadell. Aquest fou elegit batlle en coalició amb CiU i ERC, amb l'oposició de l'Entesa i el PP.
Posteriorment ICV va abandonar l'Entesa i va passar a formar part del govern encapçalat per Manuel Bustos. A partir d'aquell moment es va convertir en un quadripartit: PSC, CIU, ERC i ICV. A les següents eleccions del 2003, el PSC guanya amb majoria absoluta, però es va mantenir el govern de coalició quadripartit. El primer a abandonar-lo va ser CiU, acusant el govern de prendre les decisions unilateralment. Més tard, una càrrega policíaca al bar Bemba i la detenció d'un jove de 14 anys per enganxar un adhesiu denunciant l'anomenat Estil Bustos, entre altres fets, provocà una forta crisi a la ciutat, que va culminar amb el trencament del govern de coalició amb els dos socis restants, ERC i ICV. Des d'aleshores la tensió va disminuir, i a les següents eleccions el PSC va baixar de 40.000 a 30.000 vots. Més endavant, va sortir a la llum el Cas Mercuri, imputant Manuel Bustos, que després de negar-ho tot va cedir l'alcaldia a Joan Carles Sánchez. En les eleccions municipals de 2015 fins a vuit forces polítiques van entrar a l'Ajuntament, amb una diferència de 2.000 vots entre la primera i la cinquena força més votada. Després d'un pacte amb la Crida, Juli Fernández d'Esquerra Republicana fou nomenat alcalde. El 15 de juny de 2019 Marta Farrés i Falgueras es va convertir en alcaldessa, la primera dona que exerceix aquest càrrec a Sabadell.

## Geografia
- Llista de topònims de Sabadell (orografia: muntanyes, serres, collades, indrets..; hidrografia: rius, fonts...; edificis: cases, masies, esglésies, etc).

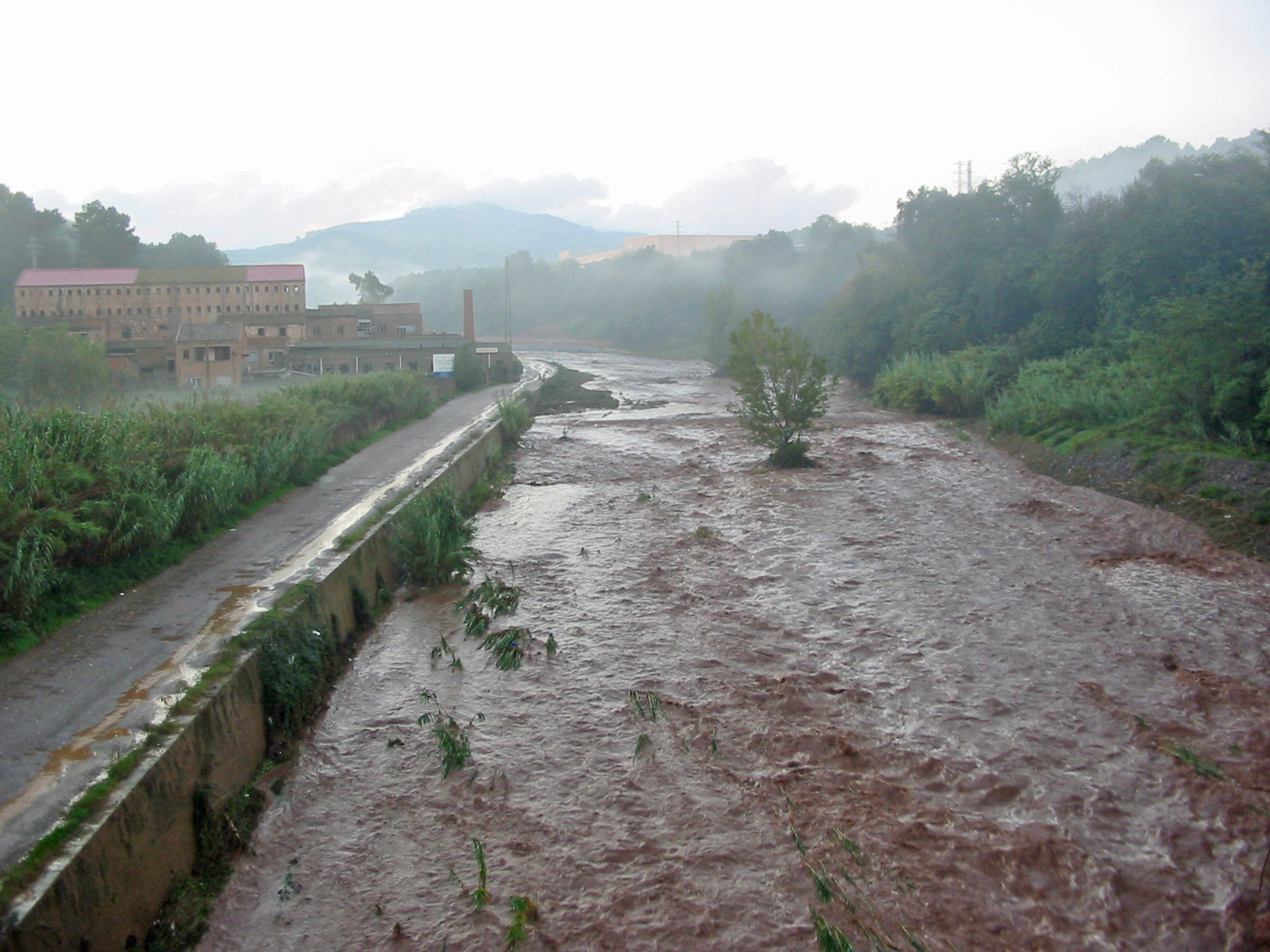
El Ripoll un dia de tempesta

Sabadell se situa al centre de la comarca del Vallès Occidental, aproximadament a vint quilòmetres de Barcelona. Començant pel nord i en la direcció de les agulles del rellotge, limita amb els municipis de Castellar del Vallès, Sentmenat, Polinyà, Santa Perpètua de Mogoda, Barberà del Vallès, Badia del Vallès, Cerdanyola del Vallès, Sant Quirze del Vallès i Terrassa.
La ciutat ocupa 37,79 km² i té una densitat de població de 5.337,57 hab./km². L'altitud de la ciutat és d'uns 190 metres.
El riu Ripoll passa per l'est de la ciutat al llarg de 7 quilòmetres, separant el nucli principal de Sabadell d'alguns barris com ara Torre-romeu o Poblenou. La disposició del riu sobre terrenys al·luvials ha provocat una erosió accidentada al llarg del seu recorregut, sobretot a la part central, que té com a resultat un paisatge característic i fàcil de reconèixer de talussos, cornises i terrasses.

### Clima
Sabadell té un clima mediterrani. Dins la situació de Catalunya, forma part del subgrup de clima mediterrani Prelitoral Central. Els estius són força calorosos (mitjanes del juliol i l'agost de 30 °C aprox.) i els hiverns frescos (gener, entre 3 i 5 °C). La situació de Sabadell en la Depressió Prelitoral provoca que se succeeixin forces dies de boira a l'hivern. Durant l'hivern acostuma a haver-hi 30 dies amb temperatures per sota de 0 °C, així com 60 dies amb temperatures superiors a 30 °C.
La precipitació mitjana és d'uns 611 mm l'any, sent l'estació més plujosa la tardor i sent els mesos de setembre i octubre els mesos més plujosos. El mar escalfat per les temperatures de l'estiu combinades amb els vents de llevant provoquen pluges intenses des del final de setembre fins al principi de novembre. Aquest és un tret característic de tota la zona est de la península Ibèrica. Durant l'any hi ha, aproximadament, 77 dies de pluja, així com 5 dies de neu. La pedra fa acte de presència una mitja de 5 dies a l'any, així com les tempestes amb trons uns 40 dies. Durant l'any hi ha 200 dies de sol, 20 dies tapats i 135 dies mig tapats. La humitat mitjana a l'aire és del 67% (la màxima es produeix durant el desembre amb un 72% de mitja i la mínima el mes de juliol amb un 64%).
Les estacions en què menys plou són l'hivern i l'estiu. Tot i així, no hi ha mesos extremadament secs. La temperatura més baixa mai enregistrada són els -12,6 °C l'any 1956. Les més altes s'han arribat a acostar als 38 o 39 °C diverses vegades.

### Divisió administrativa
| Entitat de població | Habitants (2024) |
| Sabadell            | 199.832          |
| Berardo             | 12.405           |
| Sant Nicolau        | 7.330            |
| la Salut            | 1.953            |
| Togores             | 44               |
| Font: Idescat       |                  |

Mapa dels barris, sectors i districtes de Sabadell

La ciutat està dividida en 7 districtes, 19 sectors i 32 barris, després de la divisió administrativa aprovada el 2018, a més de 6 nuclis de població al rodal i 2 zones industrials.
| - Districte 1 (51.712 hab. el 2011) - Sector El Centre - Centre - Hostafrancs - La Cobertera-Covadonga - Sector Sant Oleguer - Nostra Llar - Sol i Padrís - Avinguda-Eixample - Districte 2 (24.726 hab. el 2011) - Sector La Creu Alta - La Creu Alta - Sector Can Puiggener - Can Puiggener - Sector Togores - Rodal de Togores | - Districte 3 (35.476 hab. el 2011) - Sector Ca n'Oriac - Ca n'Oriac - Torreguitart - El Torrent del Capellà - Sector Nord - La Plana del Pintor - Sant Julià - La Roureda - Can Deu - Sector Sant Julià d'Altura - Rodal de Sant Julià d'Altura - Districte 4 (38.347 hab. el 2011) - Sector La Concòrdia - La Concòrdia - Sector Berardo - Can Llong - Castellarnau - Rodal Berardo - Sector Can Rull - Can Rull - Cifuentes | - Districte 5 (19.097 hab. el 2011) - Sector Gràcia - Gràcia - Sector Can Feu - Can Feu - La Serra d'en Camaró - Els Merinals - Can Gambús - Sector Oest - Rodal Oest - Districte 6 (30.326 hab. el 2011) - Sector La Creu de Barberà - La Creu de Barberà - Les Termes - Sector Sud - Espronceda - Campoamor - Sector Sant Pau de Riu-sec - Sant Pau de Riu-sec | - Districte 7 (8.644 hab. el 2011) - Sector La Serra de Sant Iscle - El Raval d'Amàlia - El Poblenou - Torre-romeu - Can Roqueta - El Rodal de la Serra de Sant Iscle - Sector Est - Rodal Est |

## Demografia

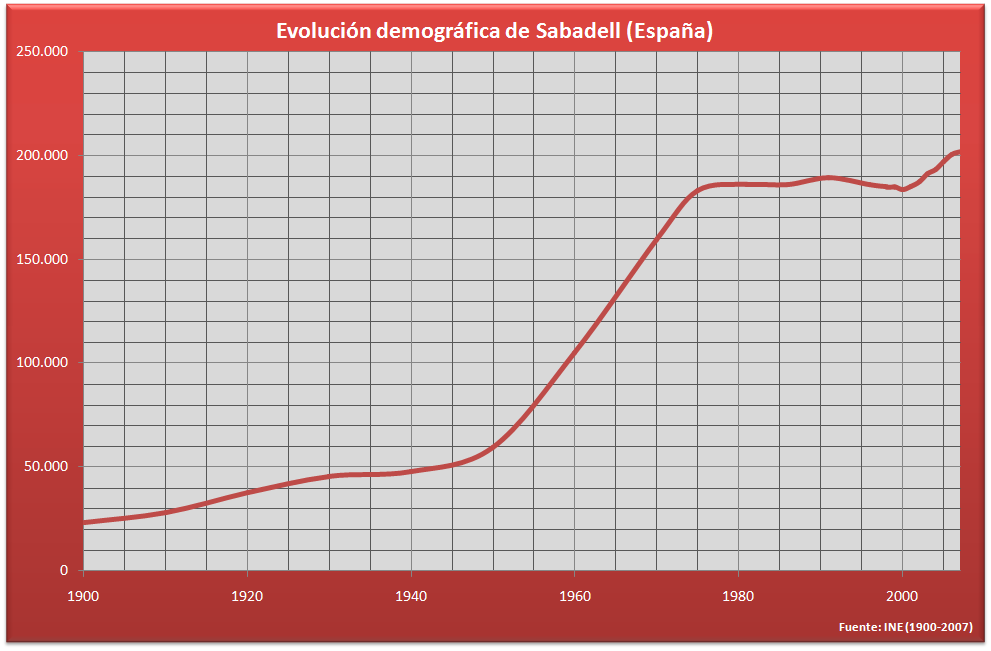
Evolució en nombre de ciutadans a Sabadell.

La immigració, potenciada sobretot per l'expansió industrial de Sabadell, ha provocat augments notables de població les darreres dècades. La més notable va començar els anys 50 i va durar fins al final dels anys 70 del segle xx, i es va triplicar el nombre d'habitants de la ciutat. La majoria de nouvinguts provenien de diferents zones de l'Estat Espanyol, sobretot d'Andalusia, d'Extremadura i de Múrcia. La població de la ciutat ha augmentat també en diversos milers els darrers anys, amb l'augment d'immigració extracomunitària a Catalunya.
| 1497 f | 1515 f | 1553 f | 1717  | 1787  | 1857   | 1877   | 1887   | 1900   | 1910   |
| ------ | ------ | ------ | ----- | ----- | ------ | ------ | ------ | ------ | ------ |
| 82     | 116    | 144    | 1.145 | 2.212 | 13.945 | 18.117 | 19.645 | 23.294 | 28.125 |

| 1920   | 1930   | 1940   | 1950   | 1960    | 1970    | 1981    | 1990    | 1992    | 1994    |
| ------ | ------ | ------ | ------ | ------- | ------- | ------- | ------- | ------- | ------- |
| 37.529 | 45.607 | 47.831 | 59.494 | 105.152 | 159.408 | 184.943 | 192.142 | 189.113 | 189.113 |

| 1996    | 1998    | 2000    | 2002    | 2004    | 2006    | 2008    | 2010    | 2012    | 2014    |
| ------- | ------- | ------- | ------- | ------- | ------- | ------- | ------- | ------- | ------- |
| 185.798 | 184.859 | 183.727 | 187.201 | 193.338 | 200.545 | 203.969 | 207.338 | 207.938 | 207.444 |

| 2016    | 2018    | 2020    | 2022    | 2024    | 2026 | 2028 | 2030 | 2032 | 2034 |
| ------- | ------- | ------- | ------- | ------- | ---- | ---- | ---- | ---- | ---- |
| 208.246 | 211.734 | 216.520 | 215.760 | 222.177 | -    | -    | -    | -    | -    |

## Gastronomia
La gastronomia de Sabadell s'emmarca dins de la gastronomia del Vallès, amb algunes produccions diferenciades o destacades:
- Pa de Sant Julià: Es tracta d'un pa elaborat amb farines del Parc Agrari de Sabadell. És el primer pa amb denominació PI (producció integrada).[24]
- Coca de Vidre

## Patrimoni: llocs d'interès

### Escola Pia i l'Església de Sant Agustí

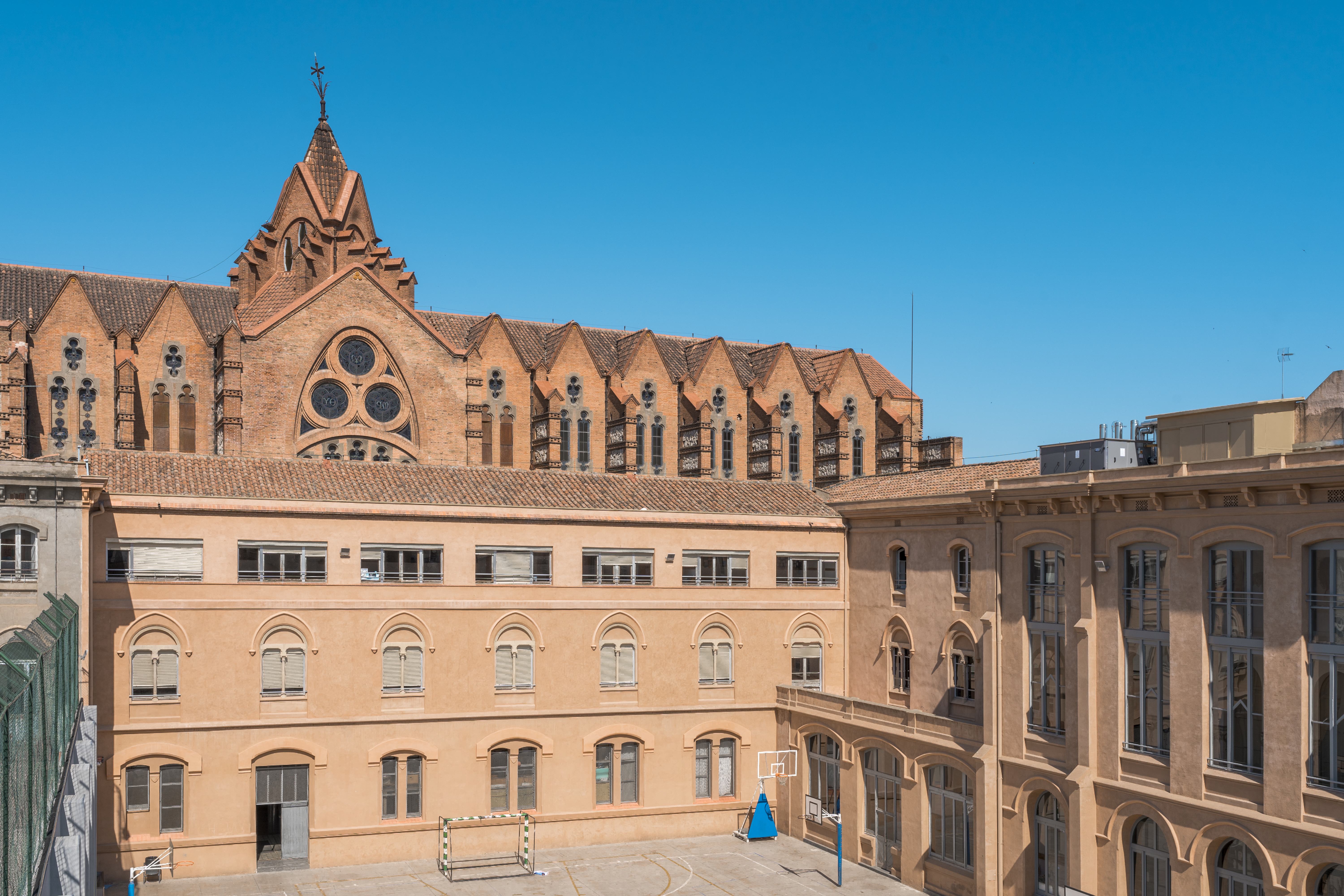
Pati de l'escola amb vista a l'església

L'Escola Pia de Sabadell és un centre educatiu concertat de Sabadell, en funcionament des del 1818 i que pertany a l'Escola Pia de Catalunya. Del 1872 al 1880 l'escola s'allotjà a l'edifici de la Casa de la Vila de l'actual plaça de Sant Roc, seu des del 1885 de l'Ajuntament de Sabadell. Als Escolapis de Sabadell hi han estudiat molts fills il·lustres de la ciutat, com l'escriptor Joan Oliver o l'alcalde Antoni Farrés. L'edifici, obra de l'arquitecte Miquel Pascual i Tintorer, es va inaugurar l'any 1885. Conserva l'estructura original. Destaca la reixa de la tanca del carrer de l'Escola Pia (1908), l'escala i el passadís amb un arrimador de ceràmica esmaltada. Construït abraçant un pati en forma de ce, l'edifici està constituït per planta baixa i tres pisos. Les façanes exteriors estan endarrerides deixant un espai enjardinat entre l'edifici i el carrer, estan estucades i les seves finestres estan protegides amb trencaaigües de pedra. De l'interior cal destacar el Saló d'Actes exornat amb quadres a l'oli pintat per Josep Espinalt i uns medallons col·locats en el fris superior on apareixen bustos de sants relacionats amb l'Orde Calasància. En el corredor del claustre hi ha relleus sobre Josep de Calassanç, obra de Camil Fàbregas. Dins el recinte hi ha l'Església de Sant Agustí, monument protegit com a Bé Cultural d'Interès Local. L'Església de Sant Agustí, és una església de Sabadell que forma part de la propietat dels Pares Escolapis. Una església de façanes modernistes formada per una nau central de 12 m d'ample i dues de laterals de 5,6 m aproximadament d'estructura gòtica. L'església va començar les seves obres l'any 1924 i fou solemnement beneïda l'any 1932 encara que no estava acabada, faltant el campanar i la façana principal, elements que encara trobem a faltar en l'actualitat. L'abat de Montserrat Aureli Maria Escarré consagrà l'altar major el 31 de novembre de 1941. L'església està connectada amb l'Escola Pia de Sabadell a través de la sagristia o un passatge a la planta baixa amb una arquivolta in relleu de Sant Josep de Calassanç. L'església de Sant Agustí és una notable obra modernista, segons els plànols de l'arquitecte Bernardí Martorell i Puig, tot i que no està acabada tal com es veu en els plànols de l'església. Avui en dia l'església continua celebrant misses i eucaristies un cop per mes pel Pare Josep María Canet. És un dels edificis més destacables de tota la ciutat de Sabadell. És tracta d'un edifici de dues plantes amb soterrani i església d'estil modernista amb influències gòtiques i barroques. De tot el conjunt escolar podem destacar l'escala principal la qual connecta amb tots els nivells de l'escola excepte el subsòl, i d'aquesta destaca la seva barana de ferro forjat i la claraboia que il·lumina tota l'escala amb una deliciosa llum natural. El sostre de l'escala principal està decorada amb motius florals i naturals, a l'estil barroc.
L'Església de Sant Agustí, és una església de Sabadell que forma part de la propietat dels Pares Escolapis. Es tracta d'una església de façanes modernistes formada per una nau central d'estructura gòtica de 12 metres d'ample i dues de laterals de 5,6 metres aproximadament. L'església va començar les seves obres l'any 1924 i fou solemnement beneïda l'any 1932, encara que no estava acabada completament, mancant-hi el campanar i la façana principal, elements que encara trobem a faltar en l'actualitat. L'abat de Montserrat, Aureli Maria Escarré consagrà l'altar major el 31 de novembre de 1941. L'església està annexada amb l'Escola Pia de Sabadell a través de la sagristia o d'un passatge a la planta baixa, el qual conté una timpà semirodó amb un relleu de Sant Josep de Calassanç. L'església de Sant Agustí és una notable obra modernista, segons els plànols de l'arquitecte Bernardí Martorell i Puig, tot i que no està acabada tal com es pot observar en comparació amb els plànols originals. Avui en dia l'església continua celebrant misses i eucaristies un cop per mes pel Pare Josep Maria Canet, encara que, per motius de seguretat a arrel de la pandèmia de Covid-19, s'ha suspès temporalment tota activitat religiosa.

### Torre de l'Aigua

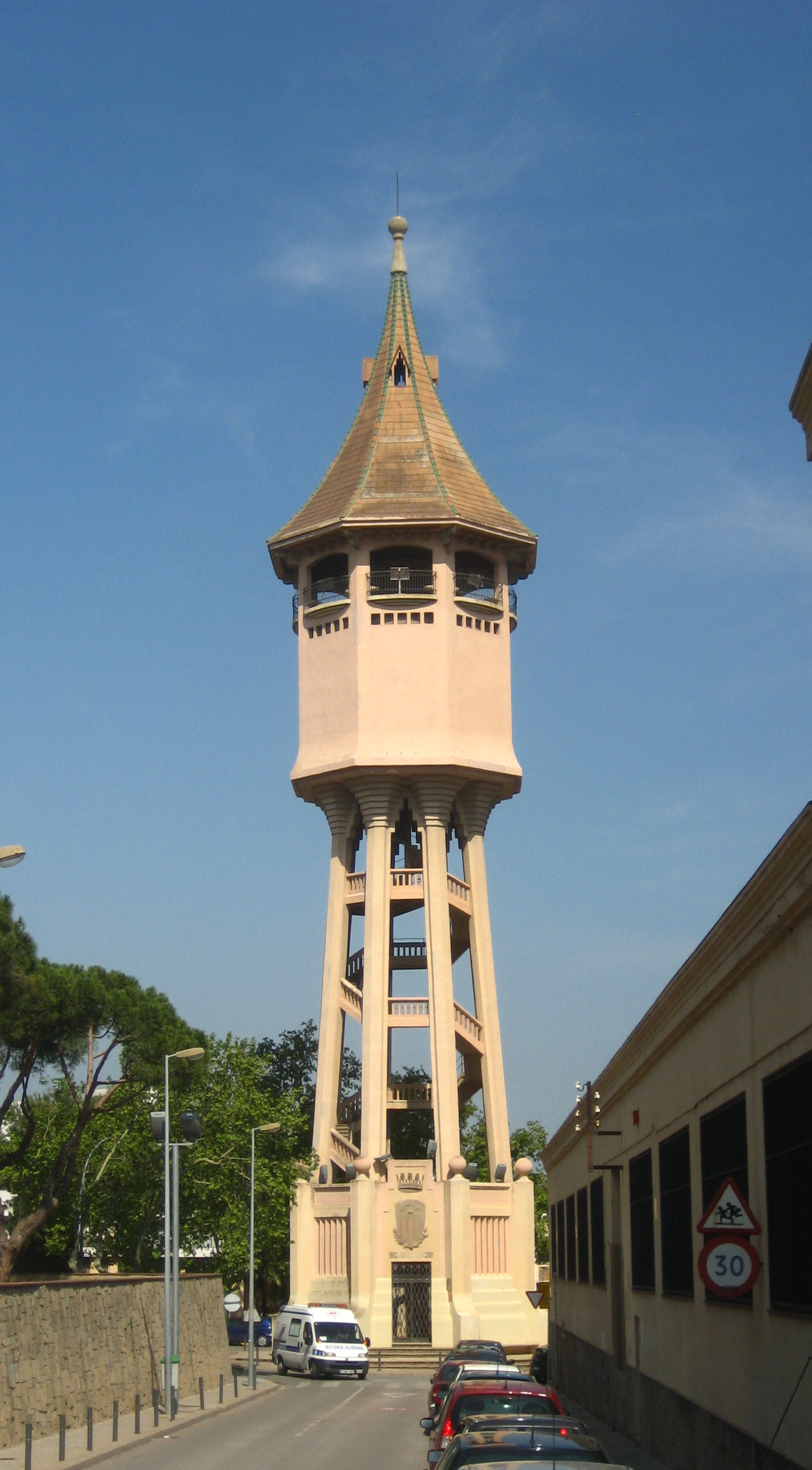
La torre de l'aigua, de 1918, és un monument emblemàtic de la ciutat.

Construïda el 1918, s'hi emmagatzemava l'aigua del Ripoll per distribuir-la a la població. Va funcionar des del 1922 fins al 1967. Forma part dels 100 elements del Patrimoni Industrial de Catalunya per la seva singular construcció de formigó armat. Obra de Lluís Homs i Moncusí i de Josep Renom i Costa, arquitectes, i de Francesc Izard i Bas, enginyer industrial. És un dels símbols de la ciutat.

### Casa Duran
Casa pairal construïda al pedregar entre 1578 i 1606 per Feliu Duran, procurador reial i jurat del Consell de la Vila. Home de destacat protagonisme a la vila. La casa combina els elements senyorials amb les característiques d'una casa de pagès, i tot i ser reformada el segle xviii, conserva l'estructura original.
A la planta pis, on residia la família Duran, hi ha el que eren les estances domèstiques, de les quals es conserven: la sala noble, la biblioteca i les cambres amb la decoració pictòrica de les parets i el sostre. La planta baixa, dedicada a activitats econòmiques relacionades amb l'agricultura i els tints, consta d'un gran vestíbul d'entrada, un pati a cel obert amb l'escala i un magnífic celler amb les bótes, una premsa i els cups on s'aixafava el raïm.
És un bé patrimonial protegit des del 1958 i és declarada Bé Cultural d'Interès Nacional. És propietat municipal des de l'any 2003.

### Campanar de Sant Fèlix

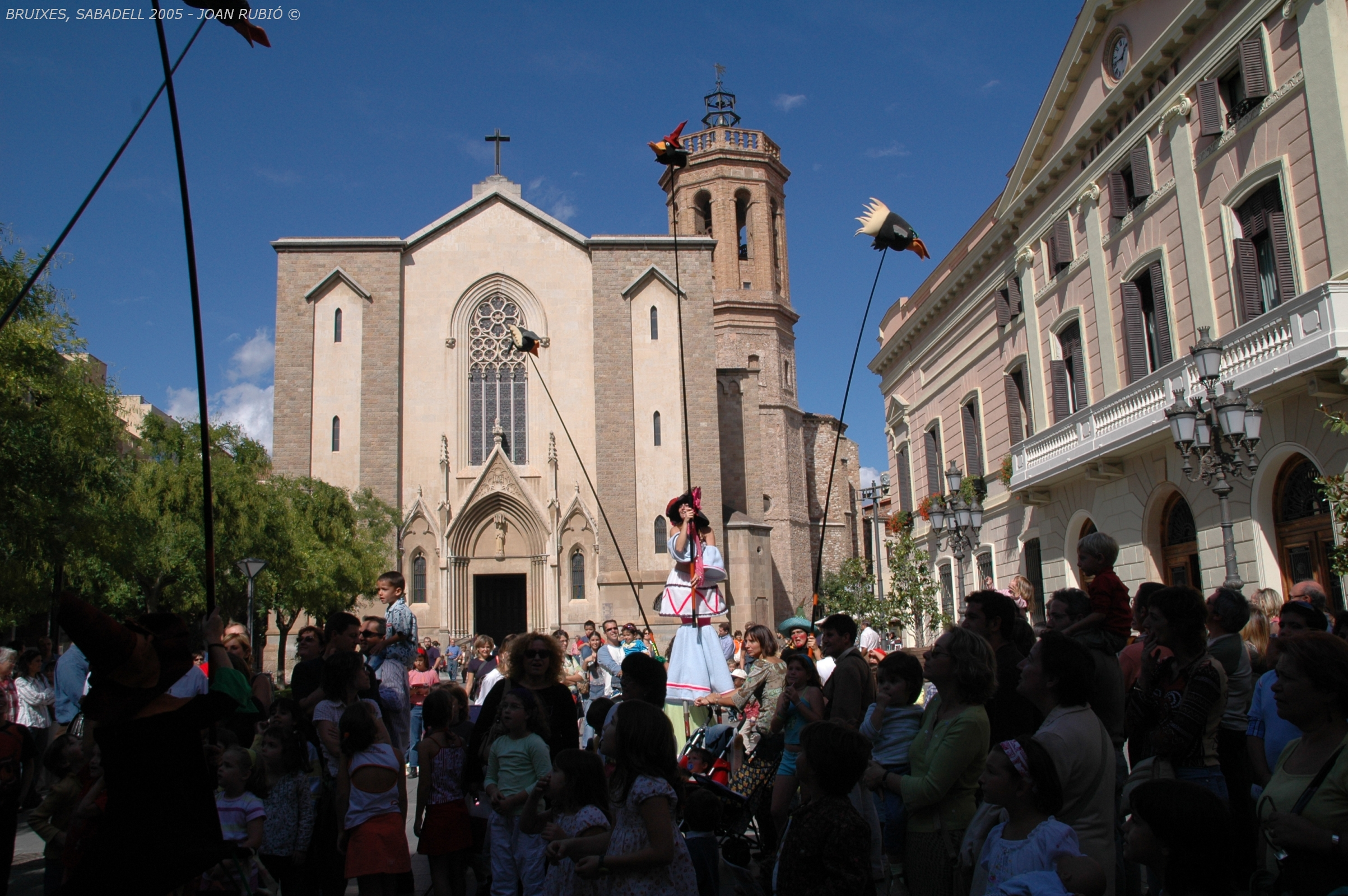
Església de Sant Fèlix, amb el campanar

Es va començar a construir en 1724 coincidint amb les obres de reforma i d'ampliació de l'església de Sant Fèlix, bastida el segle xv. D'estil barroc, disposa d'una planta octogonal i quatre cossos: tres de pedra i un de terra cuita. Al capdamunt s'hi troba el comunidor, el pis de les campanes, l'habitació del rellotge i el terrat.
Al pis de les campanes, de les tres que hi ha, dues són litúrgiques i la tercera, penjada al mig, és horària; cal destacar-ne la decoració, obra de l'artista Joan Vila Cinca. Dalt de tot del campanar hi ha un àngel penell i dues campanes horàries.
A la planta baixa hi havia la capella del Roser i de Sant Joan, avui desaparegudes.

### Ajuntament de Sabadell
L'edifici fou construït entre els anys 1871 i 1872 i primerament allotjava l'escola dels Escolapis. L'any 1880 va passar a mans de l'Ajuntament, que el va reformar i posteriorment s'hi va instal·lar. Els fanals de l'entrada són rèpliques dels que hi havia a principis del segle xx.

### Edifici Caixa Sabadell

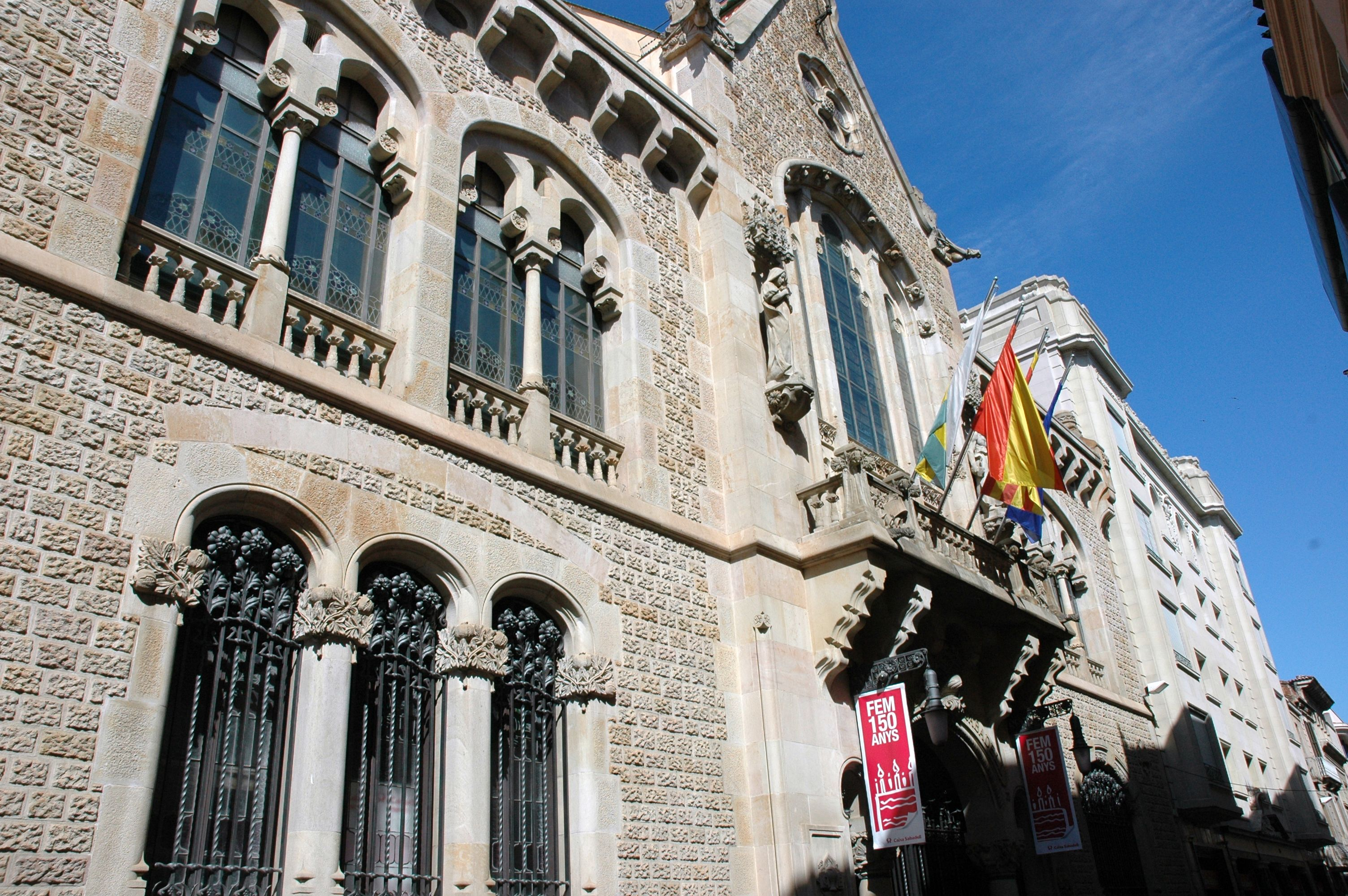
Edifici Caixa Sabadell

Un exponent del modernisme català de principis del segle xx. Construït el 1915, obra de Jeroni Martorell. Hi destaquen la façana principal, el pati Turull i el saló d'actes. Al costat de l'edifici hi ha uns jardins, popularment anomenats jardinets de la Caixa.

### Teatre Principal
Teatre del 1866 recentment reformat, un dels més antics de Catalunya. Durant anys va funcionar com a sala de cinema.

### Cementiri de Sant Nicolau
Proposat per a Bé cultural d'interès nacional.

### Bosc de Can Deu
El bosc de Can Deu forma part de la ciutat de Sabadell, està situat al parc periurbà dels barris de Sant Julià i Can Deu.
Dins del bosc hi trobem la masia de Can Deu de més de cinc-cents anys d'història, l'any 1964 la Caixa d'Estalvis de Sabadell la va adquirir per conservar el ric patrimoni del món rural de la ciutat i oferir el Bosc de Can Deu com un espai de lleure i de conservació del medi natural. També hi podem trobar les ermites de Sant Julià d'Altura i la de Sant Vicenç de Verders, aquesta última essent traslladada per evitar de quedar colgada pel pantà de Sau.

### Castell de Can Feu
Situada al terme de Jonqueres hi ha el mas dels Feu. Aquesta família l'adquirí al segle xv, qui a les darreries del segle xviii obtingué el títol de noblesa, sent el primer a ser-ho Pau de Feu. I aleshores sobre aquesta masia s'hi erigí l'actual castell.
Actualment Can Feu dona nom al 5è districte de la ciutat.

### Font Rosella
Al segle xiv, concretament l'any 1367, els primers pobladors agafaven l'aigua d'una font principal anomenada la font Rosella i d'un parell més de fonts situades entre ca n'Oriac i can Borgonyó. En memòria de l'antiga font Rosella l'any 1980, la Companyia d'Aigües de Sabadell va fer una font al final del carrer de la Via Aurèlia, on hi ha l'anomenat Bosc de la Concòrdia, part del que era el bosc de Can Borgonyó i a prop d'on era l'originària font Rosella. Per la proximitat a aquesta font agafa el nom l'escola Font Rosella, situada al barri de la Concòrdia.

### Escola d'adults de Can Rull (antiga escola de Bosc de Can Rull)
L'edifici on hi ha l'escola d’adults de Can Rull és un edifici històric del barri i de la ciutat. Està catalogat al Pla Especial urbanístic de protecció del Patrimoni i catàleg de béns arquitectònics, arqueològics i ambientals de Sabadell (PEPS) amb el codi AP/R.42. Va ser construït durant la II República espanyola com a mostra de que l'educació era un dels principals interessos del consistori republicà. Per aquest motiu es va encarregar el projecte de l’Escola Unitària de Bosc de Can Rull a l’arquitecte municipal Joaquim Manich el 1931. El 5 de març de 1933 el M. H. President Francesc Macià va col·locar la primera pedra del Grup Escolar Can Rull i el curs següent es van començar a fer classes a les nenes i nens del barri. El curs 1936-37 l'escola es va integrar en el Consell de l’Escola Nova Unificada i va esdevenir un model de referència on s’aplicaven les pràctiques pedagògiques més avançades del moment sota el lema de llibertat, coeducació i racionalisme. L’arribada del franquisme va suposar el trencament d'aquesta línia pedagògica i fins i tot l'enderroc d'altres edificis escolars de la ciutat. L'escola de Can Rull en ser l’únic equipament que tenia el barri es va salvar perquè des d’abril de 1939 s’hi feia la catequesi d’Acció Catòlica de la parròquia de la Puríssima, i també era l'espai on s'hi va celebrar la Misa del barri fins a l'aixecament de l'església parroquial de Sant Antoni. El 1941 l'escola de Can Rull fou rebatejada amb el nom d’Agrupación Escolar Mossén Cayetano Clauselles i posteriorment, el 1962, quan es va construir un nou centre escolar, va esdevenir el parvulari de l'Agrupación Escolar Jacinta Duran. El març de 1976 s'hi van fer obres per tal de convertir les dues aules i l'espai comú que tenia el disseny original, en cinc aules. El 1988 s’hi va traslladar l’Escola de Persones Adultes de Can Rull que havia començat a funcionar el curs 1983-84. L'edifici s'ha mantingut bàsicament en aquest estat tot i que i s'hi han fet millores per a ser un edifici adaptat. L'escola d'adults de Can Rull acull les meses electorals en les eleccions que es fan al barri vell.

### Altres
- Antiga estació de ferrocarril
- Bosc de la Concòrdia
- Cambra de Comerç i Indústria de Sabadell
- Casa Arimon
- Casa Brutau
- Casa Ponsà
- Casal Pere Quart
- La Creu de la Creu Alta
- Despatx Lluch
- Edifici del Gremi de Fabricants
- Església de l'Immaculat Cor de Maria
- Església de la Santíssima Trinitat
- Eix Macià
- Gran Via
- Horta de Can Puiggener o del Fruiterar
- Hotel Espanya
- Hotel Suís
- Masia i Molí de Can Garriga
- Masia de Can Mimó
- Masia de Can Pagès
- Masia de Can Llong
- Masia de Ca n'Oriac
- Masia de Can Rull
- Masia de Can Roqueta
- Mercat Central de Sabadell
- Molí d'en Font
- Molí d'en Mornau
- Parc de Catalunya
- Parc del Taulí
- Parc perirubà de la Salut
- Parròquia de la Puríssima Concepció
- Passeres sobre el Riu Ripoll
- Pont de la Salut
- La Rambla
- Roure de la Torre del Canonge
- Santuari de la Mare de Déu de la Salut
- Séquia Monar
- Torrent de Colobrers
- Vapor Badia
- Vapor Buxeda Vell
- Vapor de Ca la Daniela
- Vapor Codina
- Vapor Llonch
- Vapor Pissit
- Vapor Sampere
- Vapor Turull

## Cultura i societat
Vegeu també: Cultura de Sabadell

### Educació

#### Educació Infantil i Primària
La ciutat compta amb 38 escoles d'educació pública d'Infantil i Primària. Una d'elles és L'Escola Teresa Claramunt, un centre educatiu on s'imparteix educació primària. Va començar a impartir classes el curs 1998-1999. Escola llargament reivindicada pel veïnat, és el resultat de la fusió de dos centres de primària del mateix barri: l'Escola Riu-sec i l'Escola Narcisa Freixas. El nom del centre el va triar la comunitat educativa i va guanyar Teresa Claramunt i Creus (1862-1931), treballadora i sindicalista del ram tèxtil del barri.

#### Educació Secundària
Disposa de setze instituts públics (Institut Agustí Serra i Fontanet, Institut Ca n'Oriac, Institut Escola Industrial, Institut Ferran Casablancas, Institut Joan Oliver, Institut Jonqueres, Institut Les Termes, Institut Miquel Crusafont i Pairó, Institut Pau Vila, Institut Ribot i Serra, Institut Sabadell, Institut Vallès, Institut La Serra, Institut Arraona, Institut Narcisa Freixas i Institut Castellarnau).

#### Educació concertada
A Sabadell hi ha 23 escoles concertades que ofereixen les etapes d'Infantil, Primària i/o Secundària.

#### Educació Universitària
- Universitat Autònoma de Barcelona: Facultat d'Economia i Empresa, i una de les seus de la Facultat d'Enginyeria (Escola d'Informàtica), al carrer d'Emprius, 08202.
- Escola Superior de Disseny (ESDi) (centre adscrit a la Universitat Ramon Llull), al carrer Marquès de Comillas, 81-83 08202.

#### Formació d'adults
Hi ha quatre centres de formació d'adults: CFA La Concòrdia, CFA Creu de Barberà, CFA Torre-romeu i CFA de Can Rull.

### Centres mèdics
A Sabadell hi ha 12 centres d'atenció primària (CAP). També hi ha dos centres hospitaliaris: l'Hospital Parc Taulí i la Clínica del Vallès.

### Museus
Museu d'Història de Sabadell
Museu municipal, situat en un antic casal construït el 1859 pel fabricant local Antoni Casanovas, el 1931 va ser fundat amb el nom de Museu de la Ciutat. El seu primer fons eren col·leccions d'arqueologia, de paleontologia i d'art. No va ser fins a 1970 que es va constituir com a Museu d'Història. Actualment té mostres de la història de la ciutat des de la prehistòria fins a l'actualitat. Exposicions permanents: El poblament del territori de Sabadell, de la prehistòria a l'antiguitat tardana dedicada a la història més antiga del territori, Sabadello, el naixement d'una vila (segles xi-xv) dedicada als primers anys de la ciutat actual, Manufactura i menestrals, Sabadell del segle xvi al xviii dedicada als inicis de l'expansió industrial, Maquinària tèxtil, segles xvix i xx dedicada a l'època daurada de la indústria a la ciutat i Del vapor a l'electricitat.
Museu d'Art de Sabadell
Museu municipal, situat a l'antiga residència de Pere Turull. La seva col·lecció mostra l'evolució de la ciutat des de final del segle xix fins als anys 1930.
Exposicions permanents: La Col·lecció, 1875-1936 :Academicismes del segle xix, de l'Art Nou als anys 30 i La casa fàbrica Turull: Estances públiques i privades d'una família burgesa del segle xix.

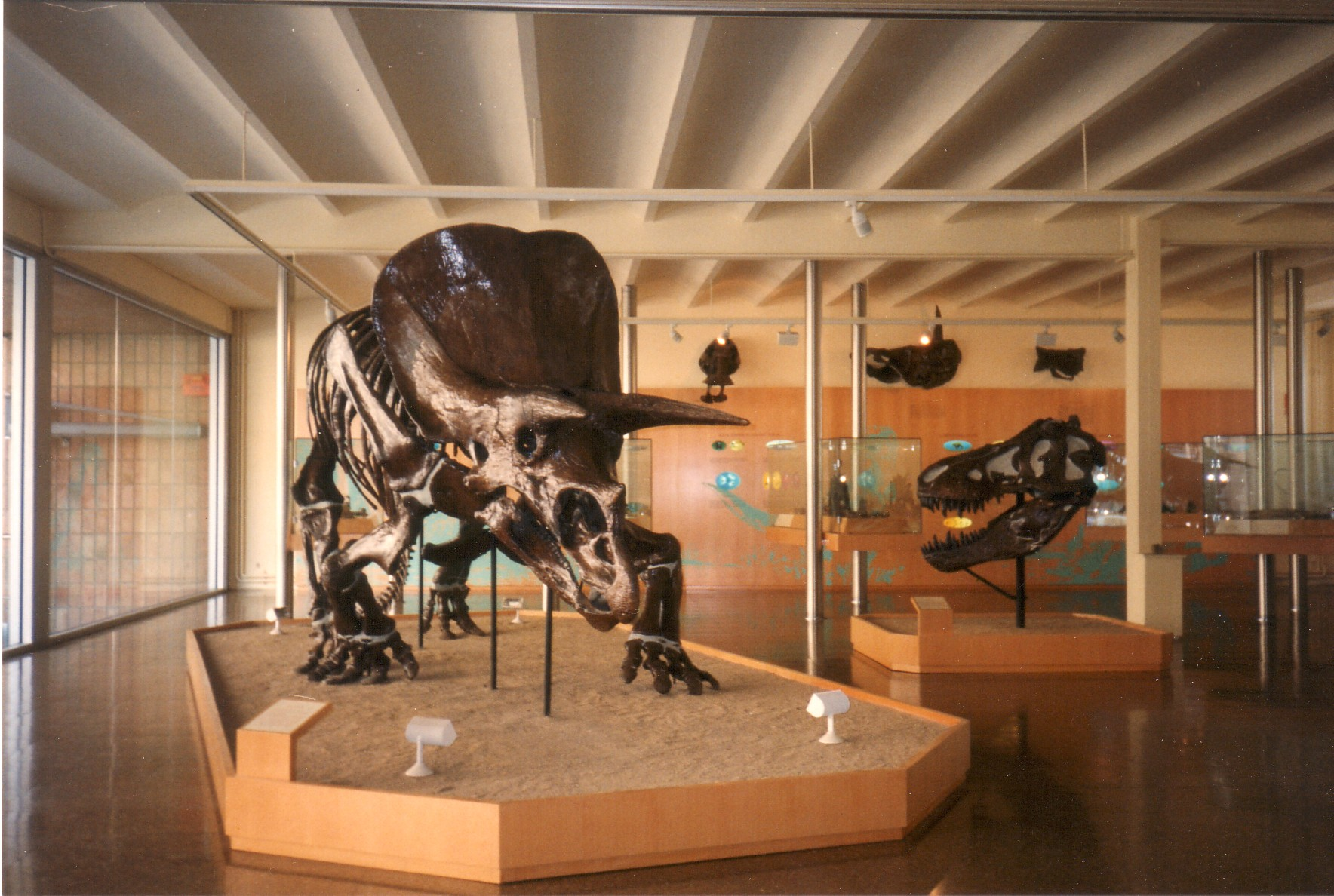
L'antic triceratops de l'Institut Paleontològic

Museu de l'Institut Català de Paleontologia Miquel Crusafont
Inaugurat l'any 1969. Dedicat a la recerca i difusió de materials paleontològics, especialment vertebrats fòssils. L'Institut conserva la millor col·lecció de mamífers fòssils de l'Estat i una de les més importants del món. Compta amb una renovada exposició permanent, una extensa biblioteca especialitzada i diversos laboratoris.
Museu d'Eines del Camp
Museu del Gas, ubicat a la plaça del gas, ha estat inaugurat al desembre de 2011 i és el primer museu dedicat al gas i a l'energia de tot l'Estat espanyol.
Observatori Astronòmic de Sabadell
L'Agrupació Astronòmica de Sabadell té la seu al parc de Catalunya des del 1993. L'edifici compta amb una sala d'exposicions, un auditori, biblioteca i un observatori en forma de torre cilíndrica on hi ha la cúpula amb el telescopi.

### Entitats culturals
Vegeu també: Categoria:Entitats de Sabadell
| - Per la seva antiguitat, en el camp de les arts destaca l'Acadèmia de Belles Arts de Sabadell Fundació Privada, entitat fundada l'any 1880 que l'any 2010 va rebre la Medalla de la Ciutat al Mèrit Cultural com a reconeixement a la seva contribució centenària a la cultura. - Agrupació Astronòmica de Sabadell - Alliance Française - Arxiu Històric de Sabadell - Arxiu Miquel Crusafont i Pairó - Associació Amics de la UNESCO de Sabadell - Associació Amics de l'Òpera de Sabadell - Associació Catalana d'Esperanto - Associació Cultural Nous Temps - Associació Cultural Ordint la Trama - Associació Cultural Carme Obradors - Càmera Club Sabadell - Casal Independentista i Popular de Sabadell «Can Capablanca» - Colla dels Bastoners de Sabadell - Colla castellera de Sabadell - Centre Parroquial de Sant Vicenç - Cine Club Sabadell - Festival de Cinema de Terror de Sabadell - Fundació Ars | - Fundació Bosch i Cardellach - Fundació La Mirada - Fundació Maria Mercè Marçal - Joventut de la Faràndula - Joventuts Musicals de Sabadell - Orfeó de Sabadell - Òmnium Cultural - Orquestra Simfònica del Vallès - Papers de Versàlia - Sabadell, més Música - Societat Coral i Recreativa El Ciervo - Teatre del Sol - Universitat Popular de Sabadell |

### Entitats de cultura popular

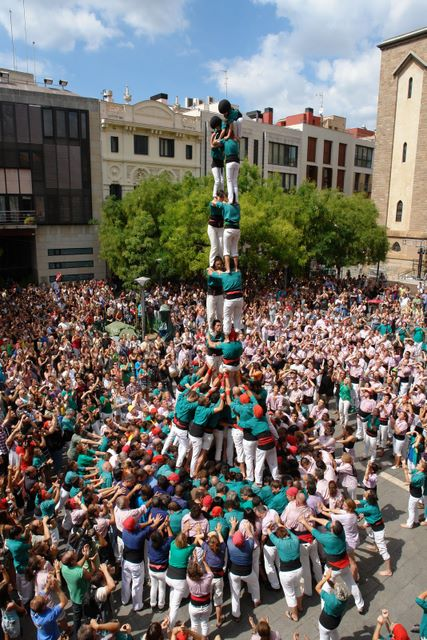
Primer 2 de 8 amb folre carregat pels Castellers de Sabadell en la Festa Major del 2011

| - Bestiari festiu - Drac de Sabadell - Drac Baldomero - Gegants i capgrossos - Gegants de Sabadell - Gegants de Gràcia - Gegants del Rodal - Gegants de la Puríssima - Gegants de Covadonga - Gegants de la Concòrdia - Gegants de la Creu Alta - Diables - Ball de Diables de Sabadell - Diables de la Creu Alta - Bruixes del Nord - Forques de Can Deu - Danses tradicionals - Esbart Sabadell Dansaire - Bastoners de Sabadell - Sabadell Sardanista - Grup sardanista Mirant al cel - Danses al Carrer - Música tradicional - Cobla Sabadell - Cobla Jovenívola de Sabadell - Cobla Mediterrània - Acordionistes Diatònics del Vallès, La Vallesana - Xaballa | - Castellers - Castellers de Sabadell - Trabucaires - Trabucaires de Sabadell - Trabucaires de Gràcia - Puntaires - Associació de Puntaires de Sabadell - Associació de Puntaires Ribot i Serra - Colles de Sant Antoni - Joventut de Sant Antoni Abad, Colla Nova - Germandat de Sant Antoni Abad, Colla Vella - Corals - Lieder Càmera - Coral Belles Arts - Orfeó de Sabadell - Coral Al·leluia - Escolania Coral Sant Agustí de Sabadell - Coral Catasons - Pessebres - Agrupació de pessebristes de Sabadell - Pessebre Vivent del Casal Parroquial de Sant Salvador - Federacions i col·lectius - Grup Escolta Xaloc - Grup d'Esplai Gràcia - Grup d'Esplai La Trepa - Grup Disbauxa - Amics de la Creu Alta - La Sépia verda - Teatre - Teatre Municipal La Faràndula - Teatre Sant Vicenç - Teatre El Ciervo - Teatre del Sol - Teatre Principal - Teatre La Sala Miguel Hernández |

### El parlar sabadellenc
Com a part del seu patrimoni cultural i col·lectiu, Sabadell és ric en localismes que comparteix amb la resta del Vallès o que són exclusius de la ciutat. Tanmateix, el poder uniformador dels mitjans de comunicació nacionals, que usen l'estàndard de la llengua, està arraconant o fent desaparèixer aquesta diversitat. L'any 2016, la Comissió Permanent per la Llengua a Sabadell va impulsar la campanya Per la Salut del català, compartim les nostres paraules, la qual va tenir la finalitat de donar a conèixer als ciutadans les paraules autòctones de Sabadell per tal d'afavorir la reintroducció en el lèxic quotidià. Posteriorment, durant la temporada 2016-17, Ràdio Sabadell va dedicar un espai a càrrec de David Vila i Ros, titulat Ciutat de paraules, on s'explicava un mot amb origen sabadellenc amb la intenció que els oients el fessin servir. Una vintena d'aquests mots i frases fetes han estat recopilats en un llibre que duu el mateix títol. Alguns exemples del parlar propi de Sabadell són els següents:
- Xaix (brut)[34]
- Badabadoc o pipiripip (rosella)
- Eixida (pati interior)[35]
- Petador (fuet)
- Rodal (rodalia)
- Esblanar (estovar, normalment referint-se a sabates noves)
- Amanidor (rebost)
- Xurruca (blat de moro torrat)
- Estrep (pega-dolça)
- Tall (segon plat del dinar)

### Esports

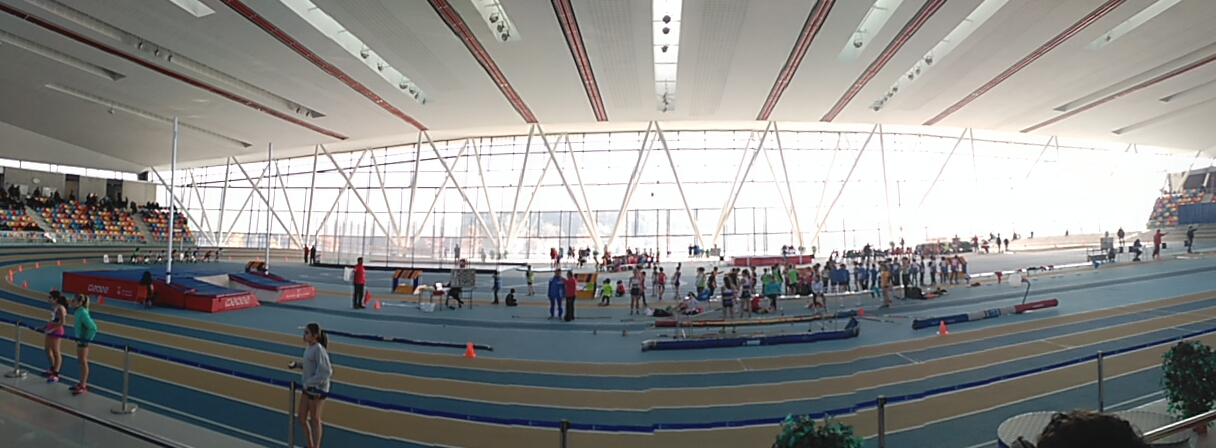
La pista d'atletisme coberta de Sabadell

L'any 1992 va ser subseu olímpica dels Jocs Olímpics de Barcelona '92.
L'entitat esportiva més rellevant és l'equip de futbol més representatiu de la ciutat el Centre d'Esports Sabadell, que encara que actualment disputi a la 2a divisió B espanyola (3a categoria) té una important història al darrere. Concretament el CE Sabadell ha estat 14 temporades a 1a divisió, 43 a 2a i fins i tot va participar en una edició de la Copa de Fires (actual copa de la UEFA) i va jugar una final de la Copa del Rei.
Altres entitats esportives rellevants de la ciutat són el Club Natació Sabadell (CNS), amb més de 35.000 socis, el Cercle Sabadellès 1856, amb uns 4.000 socis i la Unió Excursionista de Sabadell, amb gairebé 3.000. Un altre club important de la ciutat és el Club Esportiu Escola Pia Sabadell que destaca en l'àmbit del futbol sala i del bàsquet. Tot i això en el bàsquet el club més important de la ciutat és la Unió Bàsquet Sabadell, que actualment disputa la LEB-2, la tercera divisió de la lliga espanyola de bàsquet.
La ciutat també acull el Tennis de Taula Sabadell, fundat al juliol de 2016 per exjugadors de Superdivisió i Divisió d'Honor, entre ells Mònica Weisz Romero). El club neix com a escissió del Club Falcons de Sabadell. Té com a seu principal la Sala Emprius al barri de Covadonga de Sabadell.
El 26 de setembre del 2010 es va inaugurar la Pista Coberta d'Atletisme de Catalunya, l'únic pavelló esportiu d'atletisme d'aquestes característiques de Catalunya que compleix amb la normativa internacional d'atletisme, la qual cosa l'habilita com a seu de campionats i competicions d'alt nivell.
L'any 2012 es va crear el club de rugbi de la ciutat, Sabadell Rugby Club. Un any després, el març del 2014 va ser refundat. Actualment, el club disposa de dos equips sèniors: el masculí i el femení. L'equip masculí, que ha participat durant 4 anys a la competició catalana, opta a lluitar aquest any 2018 per obtenir el títol de campions de Primera Catalana. A més, enguany el club sabadellenc ha conclòs un acord amb el Club de Rugby Sant Quirze per tal de crear l'Escola de Rugbi del Vallés.

### Festes locals
A la ciutat hi ha dos dies festius locals cada any.
- Dilluns després del segon diumenge de maig: Aplec de la Salut
- Cap de setmana després del primer divendres de setembre: Festa Major. S'hi balla el Ball del Rodet i el Ball de la Bola També es fa el «Ball De Gegants», «El Despertar de Festa Major» i des del darrer any «El Gran Ball de tots els Gegants de Sabadell».

## Infraestructures i transport

### Carretera
Per l'oest, Sabadell connecta amb l'autopista C-58 en tres punts diferents. Aquesta autopista comunica la ciutat tant amb Terrassa i Manresa com amb Barcelona. Travessa tota la ciutat la N-150 (Carretera de Barcelona entre l'entrada sud i la Ronda Ponent i Carretera de Terrassa entre la Ronda de Ponent i la sortida/entrada nord), antigament usada per anar a Barcelona, i que avui dia connecta en un sentit amb Terrassa i per l'altre amb Barberà i Cerdanyola. A l'est, hi ha la C-155, que connecta amb Granollers. Al sud-est, hi ha la carretera B-140, que comunica amb Santa Perpètua de Mogoda. Al nord-est, hi ha la Carretera de Prats de Lluçanès (B-124), que connecta amb Castellar del Vallès. Al nord hi trobem la Carretera de Matadepera (BV-1248), que comunica amb aquesta població.
Pel que fa a les rondes de la ciutat, actualment disposa de la Ronda Oest (C-58C), que connecta la C-58 amb la carretera de Matadepera (BV-1248) per l'oest del nucli urbà, entre els barris de Castellarnau i Can Llong. També està previst l'arribada del Quart Cinturó (B-40), que farà de Ronda Nord, connectant l'actual Ronda Oest amb la carretera de Castellar.

### Tren

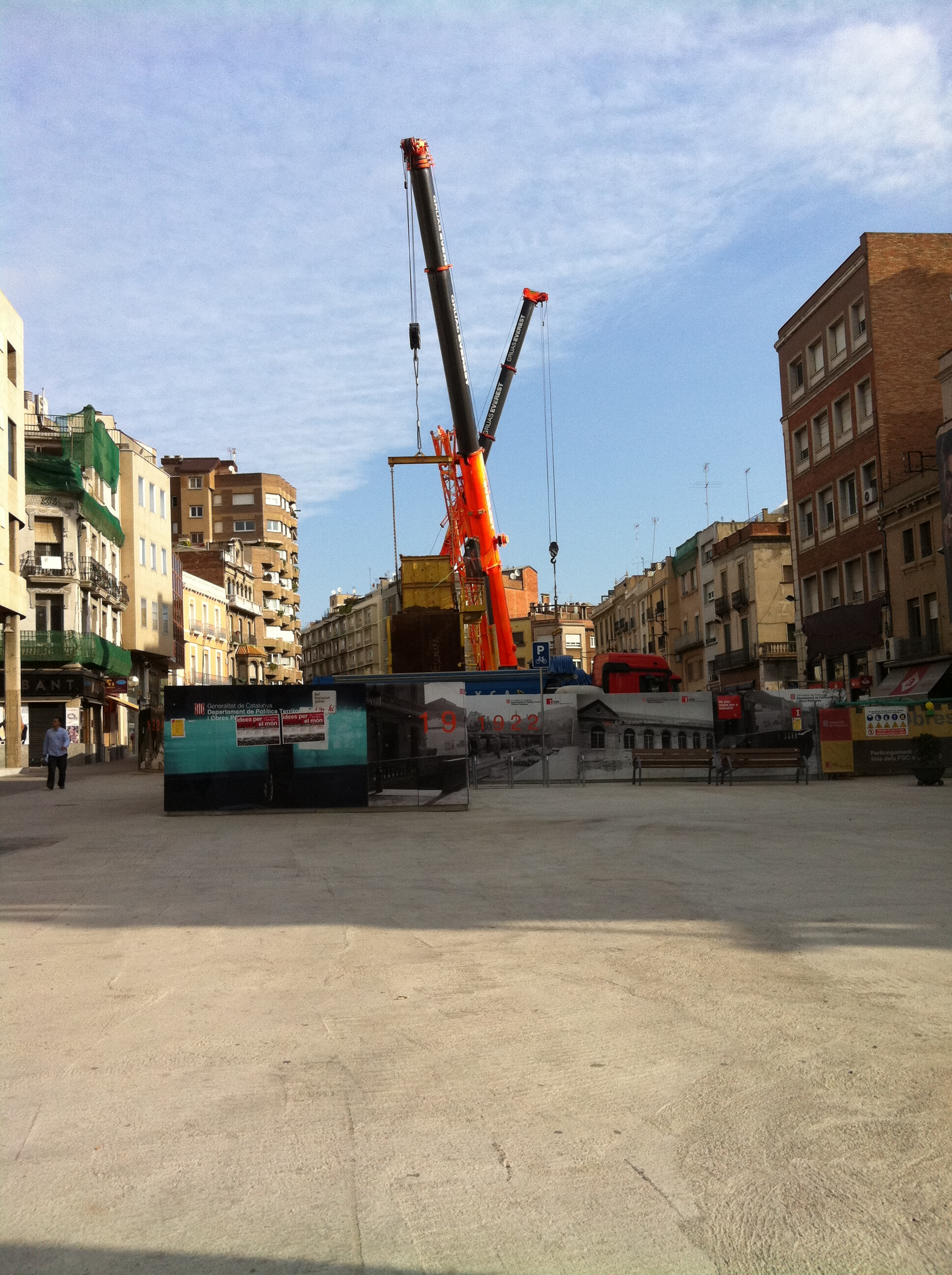
Obres d'ampliació de la Línia Barcelona-Vallès dels Ferrocarrils de la Generalitat.

A Sabadell hi arriba la línia S2 dels Ferrocarrils de la Generalitat de Catalunya (FGC), que comunica la ciutat amb Barcelona a través de Sant Cugat del Vallès i té a Sabadell cinc estacions en funcionament: Can Feu | Gràcia (entre els barris de Can Feu i Gràcia), Sabadell Plaça Major (al barri del Centre, a la Plaça Major), La Creu Alta (al barri de La Creu Alta, a la Plaça de la Creu Alta), Sabadell Nord amb connexió amb Rodalies de Catalunya (R4 i R12) (a la emblemàtica Plaça d'Espanya) i Sabadell Parc del Nord, fi de línia (entre els barris de Sant Julià, Can Deu i La Plana del Pintor). Les dues primeres estacions van ser inaugurades el 12 de setembre del 2016, i substitueixen les antigues Sabadell-Estació i Sabadell-Rambla. Les tres últimes es van inaugurar el 20 de juliol de 2017. En un futur s´ampliarà la línia fins El Pla de La Bruguera i Castellar del Vallès.
A la ciutat també hi arriba la línia R4 (St.Vicenç de Calders - Manresa) de Rodalies de Barcelona i la línia R12 (L´Hosp. de Llobregat - Lleida Pirineus) de Regionals. Adif disposa de tres estacions, Sabadell Sud, Sabadell Centre (correspondència amb l'estació d'autobusos), Sabadell Nord (correspondència amb la línia S2 d'FGC) i abans de l'any 2025 la nova estació de Sabadell-Can Llong. Tot el traçat va ser soterrat durant els anys setanta per donar lloc a la Gran Via. Tant Sabadell Centre com Sabadell Nord són soterrades i Sabadell Sud està mig soterrada. En un futur es preveu que les quatre estacions tinguin correspondència amb la línia R9 o línia orbital ferroviària (Vilanova i La Geltrú - Mataró).

### Aeroport

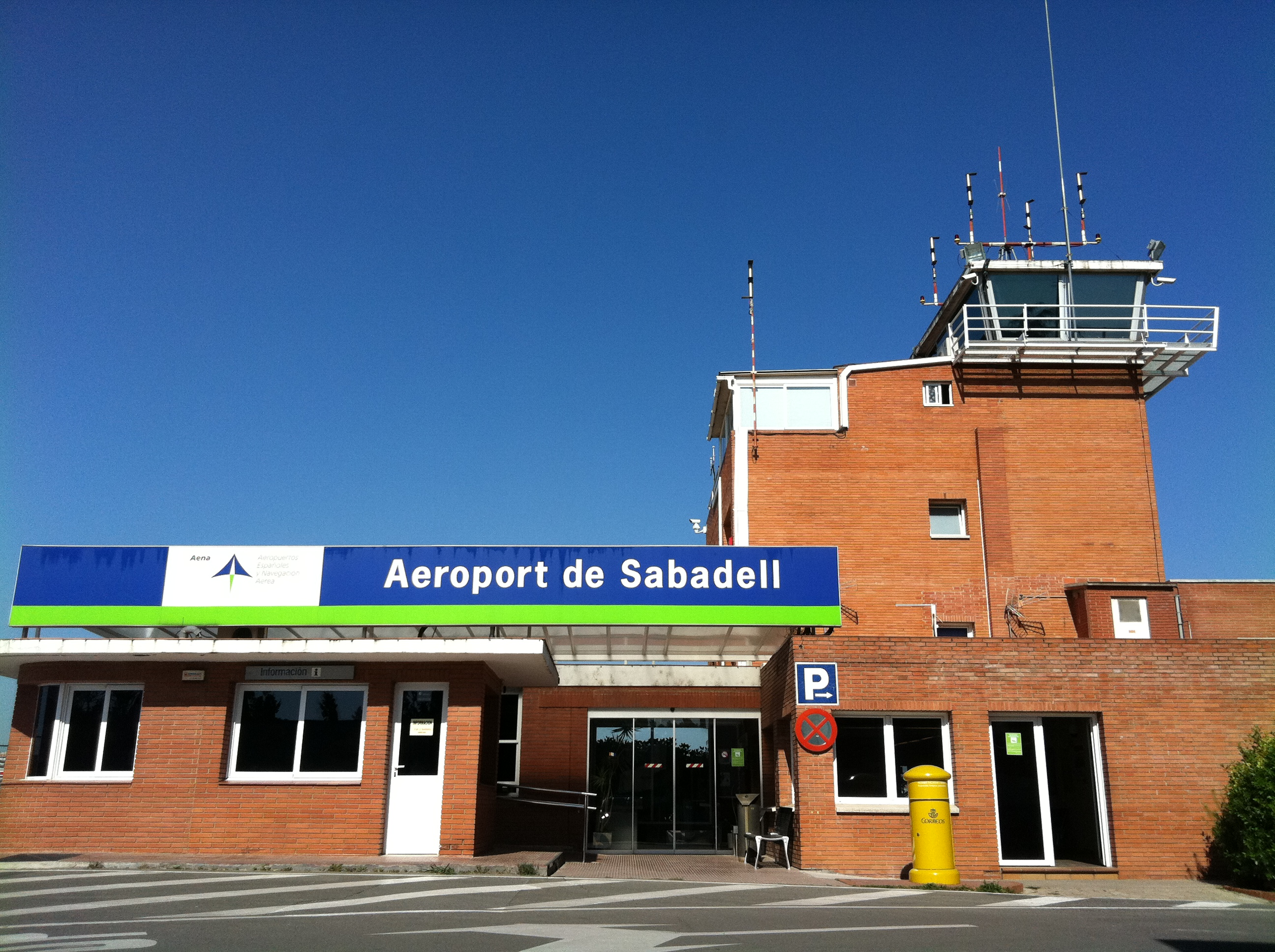
Aeroport de Sabadell

Sabadell disposa d'un aeroport destinat a l'aviació general (vols no regulars ni comercials), a la formació de pilots, serveis d'aerotaxi i publicitat amb volum d'unes 35.000 operacions anuals. Actualment és propietat d'AENA, tot i que el Govern de la Generalitat en reclama el traspàs.

### Autobús interurbà
Es pot arribar a Sabadell amb les diferents línies de bus interurbà que donen servei a la ciutat:
Línies d'alta capacitat
- Línia A1: Sabadell (Can Deu) - Barcelona

Línies interurbanes per tram urbà
- Línia B1: Sabadell (Avinguda Paraires) - Badia
- Línia B2: Sabadell (Avinguda Paraires) - Ripollet
- Línia B3: Sabadell (Plaça del Mestre Planas) - Matadepera
- Línia B5: Sabadell (Avinguda Paraires) - Ripollet (directe)

Línies interurbanes
- Línia C1: Sabadell (Estació Centre, Pl. Clara Campoamor) - Castellar
- Línia C2: Sabadell (Estació Centre, Pl. Clara Campoamor) - Martorell
- Línia C3: Sabadell (Estació Centre, Pl. Clara Campoamor) - Sant Llorenç Savall
- Línia C5: Sabadell (Estació Centre, Pl. Clara Campoamor) - Terrassa
- Línia C7: Sabadell (Can Rull) - Castellbisbal

Línies exprés (xarxa exprés.cat)
- Línia e1: Barcelona - Sabadell (directe)
- Línia e13: Mataró - Granollers - Sabadell

Línies operades per Sagalés
- Línia 230: Sabadell - Caldes de Montbui
- Línia 231: Sabadell - Caldes de Montbui (per Palau-Solità i Plegamans)
- Línia 232: Sabadell - Polinyà
- Línia 233: Sabadell - Palau-Solità i Plegamans
- Línia 234: Sabadell - Polinyà - Sentmenat - Caldes de Montbui - Palau-solità i Plegamans
- Línia 360: Sabadell - Mollet del Vallès - Badalona (per Tiana i Montgat)
- Línia 361: Sabadell - Sant Fost (per Mollet del Vallès)
- Línia 362: Sabadell - Mollet del Vallès - Badalona

Línies interurbanes nocturnes
- Línia N61: Sabadell - Terrassa - Barcelona
- Línia N64: Sabadell - Terrassa - Barcelona
- Línia N65: Castellar del Vallès - Sabadell - Terrassa - Barcelona

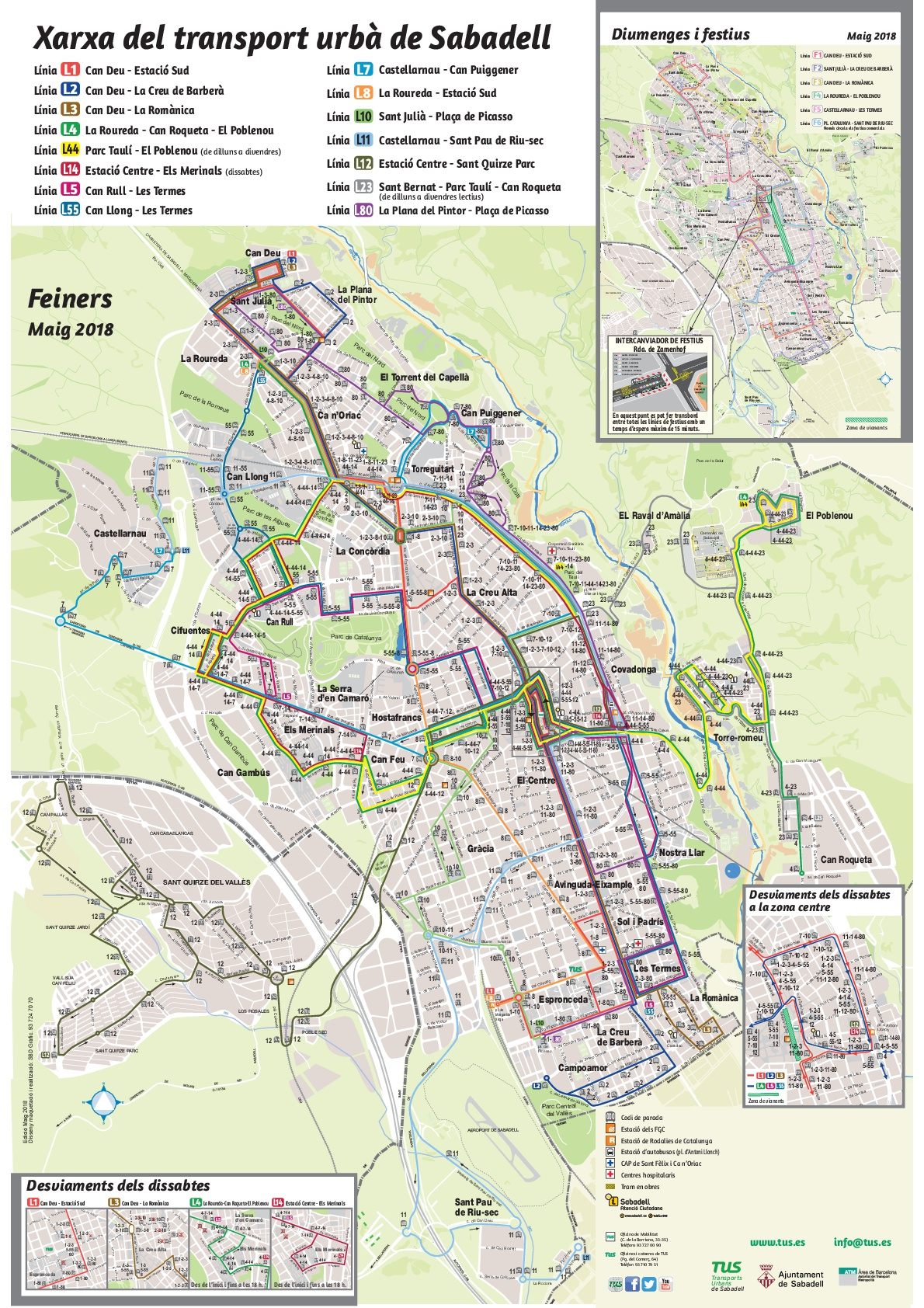
Plànol de la xarxa d'autobús urbà de la ciutat

### Autobús urbà
La ciutat compta amb 17 línies de feiners lectius, 16 de feiners no lectius, 13 de dissabtes, 6 de diumenges i festius i 7 de diumenges i festius d'estiu operades per la cooperativa Transports Urbans de Sabadell S.C.C.L., que fou fundada el desembre de 1980, en forma de cooperativa.
Línies que circulen els dies laborables:
* Línia 1: Can Deu - Estació Sud
* Línia 2: Can Deu - Creu de Barberá
* Línia 3: Can Deu - La Romànica
* Línia 4: La Roureda - Can Roqueta - El Poblenou
* Línia 5: Can Rull - Les Termes
* Línia 7: Castellarnau - Can Puiggener
* Línia 8: La Roureda - Estació Sud
* Línia 44: Cifuentes - El Poblenou
* Línia 55: Can Llong - Les Termes
* Línia 10: Sant Julià - Plaça Picasso
* Línia 11: Castellarnau - Sant Pau de Riu Sec
* Línia 11 Exprés: Avinguda de La Pau - Plaça d'Espanya
* Línia 12: Sabadell Centre - Sant Quirze
* Línia 14: Parc Taulí - Can Roqueta
* Línia 15: La Bassa de Sant Oleguer - Centre 
* Línia 23: Cifuentes - San Bernat - Taulí - La Salut - El Poblenou - Can Roqueta
* Línia 80: La Plana del Pintor - Plaça Picasso

Els dies feiners NO circulen les línies anteriors sinó circulen les següents:

* Línia F1: Can Deu - Estació Sud 
* Línia F2: Sant Julià - La Creu de Barberà
* Línia F3: Can Deu - La Romànica
* Línia F4: La Roureda - El Poblenou
* Línia F5: Castellarnau - Les Termes
* Línia F6: Pl. Catalunya - Sant Pau de Riu-Sec (només els festius comercials)
* Línia F15: La Bassa de Sant Oleguer - Centre (només els festius d'estiu)
La ciutat compta amb 17 línies de feiners lectius, 16 de feiners no lectius, 13 de dissabtes, 6 de diumenges i festius i 7 de diumenges i festius d'estiu operades per la cooperativa Transports Urbans de Sabadell S.C.C.L., que fou fundada el desembre de 1980, en forma de cooperativa.
Xarxa de feiners
| Línia               | Capçalera Nord | Capçalera Sud      |
| ------------------- | -------------- | ------------------ |
| L1                  | Can Deu        | Estació Sud        |
| L2                  | Can Deu        | La Creu de Barberà |
| L3                  | Can Deu        | La Romànica        |
| L1 (servei parcial) | Plaça Espanya  | Plaça Picasso      |

| Línia | Capçalera Nord | Capçalera Central         | Capçalera Sud | Observacions            | Dies de Circulació  |
| ----- | -------------- | ------------------------- | ------------- | ----------------------- | ------------------- |
| L4    | La Roureda     | Els Merinals              | El Poblenou   | Per Can Roqueta         | Dilluns - Dissabtes |
| L44   | Parc Taulí     | Els Merinals              | El Poblenou   | Per Universitat         | Dilluns - Divendres |
| L14   | Can Roqueta    | ------------------------- | Parc Taulí    | ----------------------- | Dilluns - Divendres |
| L14ds | Can Roqueta    | ------------------------- | Els Merinals  | ----------------------- | Només Dissabtes     |

| Línia | Capçalera Nord | Capçalera Sud | Dies de Circulació                |
| ----- | -------------- | ------------- | --------------------------------- |
| L5    | Can Rull       | Les Termes    | Dilluns - Dissabtes               |
| L55   | Can Llong      | Les Termes    | Dilluns - Dissabtes               |
| L15   | Centre         | La Bassa      | Dilluns - Dissabtes (només estiu) |

| Línia | Capçalera Nord      | Capçalera Sud |
| ----- | ------------------- | ------------- |
| L10   | Sant Julià          | Plaça Picasso |
| L80   | La Plana del Pintor | Plaça Picasso |

| Línia | Capçalera Nord                   | Capçalera Sud       |
| ----- | -------------------------------- | ------------------- |
| L7    | Castellarnau (Maria Montessori)  | Can Puiggener       |
| L11   | Castellarnau (Maria Montessori)  | Sant Pau de Riu-Sec |
| L11E  | Castellarnau (Mossos d'Esquadra) | Plaça Espanya       |

| Línia | Capçalera Nord | Capçalera Sud    | Observacions                                                 |
| ----- | -------------- | ---------------- | ------------------------------------------------------------ |
| L8    | La Roureda     | Estació Sud      | Per Eix Macià i Carretera de Barcelona                       |
| L12   | Estació Centre | Sant Quirze Parc | Amb extensions a Can Pallars i a Barcelona Moda Centre (BMC) |
| L23   | Torre-Romeu    | Can Roqueta      | Només feiners lectius                                        |

| Línia | Capçalera Nord  |                 | Capçalera Sud       | Freqüència | Recorregut similar a les línies | Observacions                                                                |
| ----- | --------------- | --------------- | ------------------- | ---------- | ------------------------------- | --------------------------------------------------------------------------- |
| F1    | Can Deu         | Ronda Zamenhoff | Estació Sud         | 20 minuts  | 1,8                             | Extensions a La Plana del Pintor (Vall d'Aran)                              |
| F2    | Sant Julià      | Ronda Zamenhoff | La Creu de Barberà  | 20 minuts  | 2,3,7,8,10,11,80                |                                                                             |
| F3    | Can Deu         | Ronda Zamenhoff | La Romànica         | 30 minuts  | 3,7,8,10,11,12,80               |                                                                             |
| F4    | La Roureda      | Ronda Zamenhoff | El Poblenou         | 30 minuts  | 4,5,7,12,14,23,44               | Extensions a Can Roqueta                                                    |
| F5    | Castellarnau    | Ronda Zamenhoff | Les Termes          | 15 minuts  | 5,7,11,14,15,55                 |                                                                             |
| F6    | Plaça Catalunya | Ronda Zamenhoff | Sant Pau de Riu-Sec | 1 hora     | 5,11,55                         | Només circula festius comercials, coincidint amb l'obertura de Via Sabadell |
| F15   |                 | Ronda Zamenhoff | La Bassa            | 30 minuts  | 5,15,55                         | Només circla a l'estiu, coincidint amb l'obertura de La Bassa               |

## Fills il·lustres
- Agnès Armengol i Altayó (1852-1932), escriptora i poetessa.
- Teresa Claramunt i Creus (1862-1931), dirigent obrera i sindicalista.
- Miquel Carreras i Costajussà (1905-1938), escriptor i historiador.
- Miquel Crusafont i Pairó (1910-1983), paleontòleg.
- Feliu Formosa i Torres (1934), traductor, poeta i home de teatre.
- Francesc Garriga i Barata (1932-2015), escriptor.
- Mateu Morral Roca (1880-1906), anarquista responsable de l'atemptat contra Alfons XIII.
- Joan Oliver i Sallarès, Pere Quart (1899-1986), escriptor i poeta.
- Teresa Rebull (1919-2015), cantautora.
- Francesc Trabal i Benessat (1899-1957), escriptor.
- Pere Turull i Sallent (1796-1869), industrial i polític.
- Pau Vila i Dinarès (1881-1980), geògraf.
- Joan Vilacasas (1920-2007), pintor i escriptor.
- Xavier Vinader i Sánchez (1947-2015), periodista.